# Důsledky první světové války

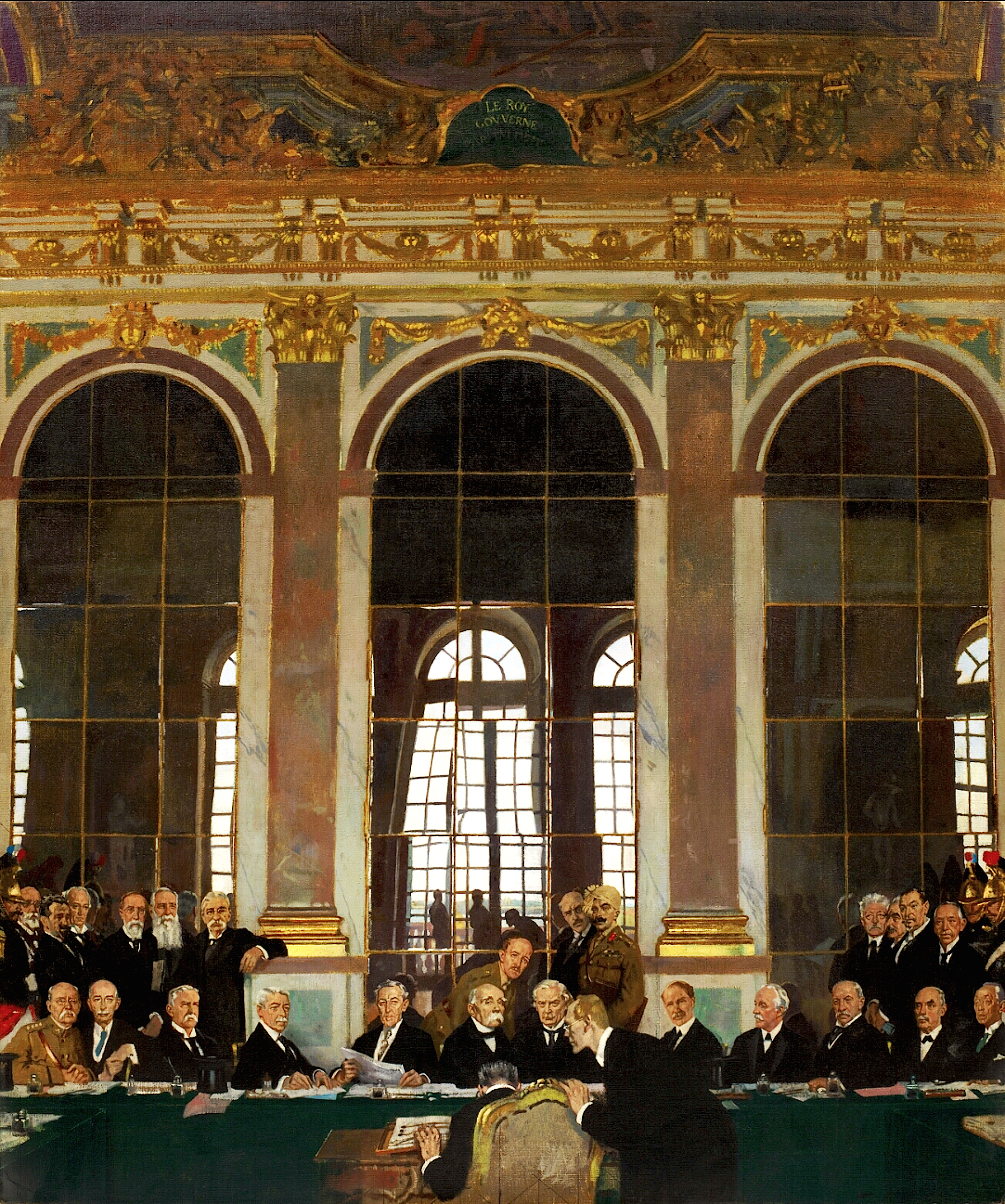
Němečtí zástupci Johannes Bell a Hermann Müller podepisují v Zrcadlovém sále zámku ve Versailles Versaillskou mírovou smlouvu

V důsledku první světové války došlo především v Evropě, ale též v Asii, Africe, ale i v dalších světových oblastech, k drastickým politickým, kulturním a společenským změnám, jež zásadním způsobem ovlivnily další průběh 20. století. Vznikly nové státy a dřívější státy zanikly. Zřízeny byly nové mezinárodní organizace, přičemž hlavní z nich představovala nově ustanovená Společnost národů. První světová válka, která byla ukončena příměřím, jež vstoupilo v platnost 11. listopadu 1918, si mezi roky 1914 a 1918 vyžádala životy přibližně 9,5 milionu vojáků a další statisíce byly v bojích doživotně zmrzačeny. Miliony civilistů navíc zemřely v důsledku světového konfliktu v zázemí. První světová válka se tak stala do té doby nejkrvavějším světovým konfliktem. Válkou umocněná podvýživa, přeplněné nemocnice a špatná hygiena, posílily dopad španělské chřipky, která měla na svědomí další miliony lidských životů.
Mírové smlouvy mezi vítězi a poraženými byly podepsány během mírové konference konané v letech 1919 až 1920 v Paříži.
Přímým politickým důsledkem války byl pád tří tradičních evropských panovnických dynastií, Habsburků, Hohenzollernů a Romanovců. Došlo též k rozpadu Rakouska-Uherska, carského Ruska a Osmanské říše. Vedle oslabených západních mocností Velké Británie a Francie, se mezi velmoci definitivně zařadily Spojené státy americké, jejíž ekonomika z války profitovala nejvíce. Versailleská smlouva podepsaná na mírové konferenci s Německem zakořenila v tamější společnosti touhu po odplatě, což později využil pro svůj politický vzestup Adolf Hitler. Nenaplněné ambice a válečné cíle Itálie a Japonska vedly také v těchto zemích k růstu revizionistických nálad a v Itálii přispěly ke vzniku fašismu. Pro střední a východní Evropu, kde se rozpadly mnohonárodnostní monarchie a vzniklo množství menších států, znamenal konec první světové války vypuknutí nových vojenských konfliktů mezi těmito nástupnickými státy.
Po první světové válce se v Evropě změnily nejen politické instituce, ale též zvyky a tradice, móda, výrobní systémy, morální hodnoty, společenské vztahy, způsob myšlení a další aspekty života.

## Konec světové války

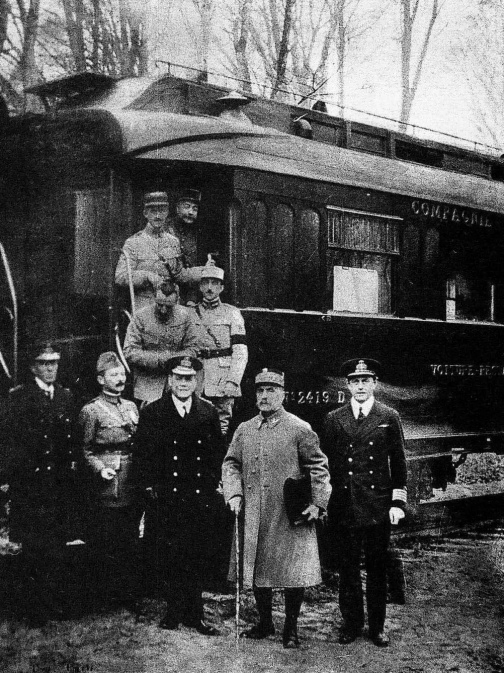
Zástupci Dohody krátce po podpisu příměří s Německem v odstaveném železničním vagonu v compiègnském lese

Hospodářské vyčerpání a následné vojenské zhroucení Centrálních mocností vedlo v roce 1918 k ukončení bojů první světové války. Jako první požádalo o příměří s Dohodou vyčerpané Bulharsko, na jehož území se v září probily britské, řecké, francouzské a srbské jednotky. Smlouva o příměří s Bulharskem byla v Soluni podepsána 29. září 1918, přičemž v platnost vstoupila následující den. O měsíc později, 30. října, následovala krok Bulharska Osmanská říše, jejíž zástupci před spojenci kapitulovali na ostrově Lémnos. K podpisu příměří došlo na palubě britské lodi Agamemnon v přístavu Mudros a odtud je smlouva známá jako tzv. mudroské příměří. Posledním z válčících spojenců Německého císařství tak zůstalo Rakousko-Uhersko. Na konci října však Italové podpoření Brity, Francouzi a Američany přešli z postavení na řece Piavě do ofenzívy a po porážce u Vittorio Veneta byla rozpadající se monarchie donucena před postupujícími italskými vojsky kapitulovat. Příměří podepsala rakousko-uherská komise v čele s generálem Viktorem Weberem von Webenau ve Villa Giusti nedaleko Padovy 3. listopadu.
 Osamocené Německo, jehož situace na západní frontě byla navíc po neúspěchu jarní Ludendorffovy ofenzívy a úspěšném protiútoku Dohody kritická, tak bylo přinuceno vzdát se. Příměří mezi Německým císařstvím a Dohodou bylo podepsáno 11. listopadu nedaleko Compiègne, čímž první světová válka oficiálně skončila.
Na stranu vítězů, tedy k hlavním mocnostem Dohody Spojenému království, Francii, Itálii, Japonsku a Spojeným státům americkým, se během mírových jednání v Paříží zařadily i další spojenci a přidružené státy zapojené do konfliktu na straně Dohody. Jednalo se o Belgii, Srbsko a Černou Horu bojující ve válce proti Centrálním mocnostem od roku 1914, Rumunsko a Portugalsko, jež se k Dohodě připojily v roce 1916 a Čínskou republiku, Brazílii a Řecko, které se do války zapojily v průběhu roku 1917. Vedle nich se mezi vítězné státy zařadily také Bolívie, Kuba, Ekvádor, Guatemala, Haiti, království Hidžáz, Honduras, Libérie, Nikaragua, Panama, Peru, Siam, Uruguay, ale také nově vytvořené státy Československo, Stát Slovinců, Chorvatů a Srbů a obnovené Polsko. Během mírových jednání mezi vítězi naopak chybělo Rusko válčící na straně Dohody do roku 1917, které se od vypuknutí bolševické revoluce propadlo do krvavých bojů občanské války.
| Vítězové: - Spojené království - Francie - Spojené státy americké - Itálie - Japonsko | Spojenci Dohody: - Belgie - Srbsko - Černá Hora - Rumunsko - Portugalsko | - Řecko - Čínská republika - Siam - Brazílie - Hidžáz | - Libérie - Kuba - Panama - Haiti - Honduras | - Guatemala - Arménie - Polsko - Československo - ...a další | Poražení: - Německá říše - Rakousko-Uhersko - Osmanská říše - Bulharské carství |

V poraženém Německu a Bulharsku vypukly revoluce a prohraná válka vedla k zániku Rakousko-Uherska. Během mírových jednání bylo pak jako s poraženými nástupci podunajské monarchie jednáno s delegáty z Rakouské a Maďarské republiky. Osmanská říše byla při mírových jednáních připravena o většinu území, načež i zde došlo k revoluci a následnému vzniku Turecka.

## Pařížská mírová konference a mírové smlouvy

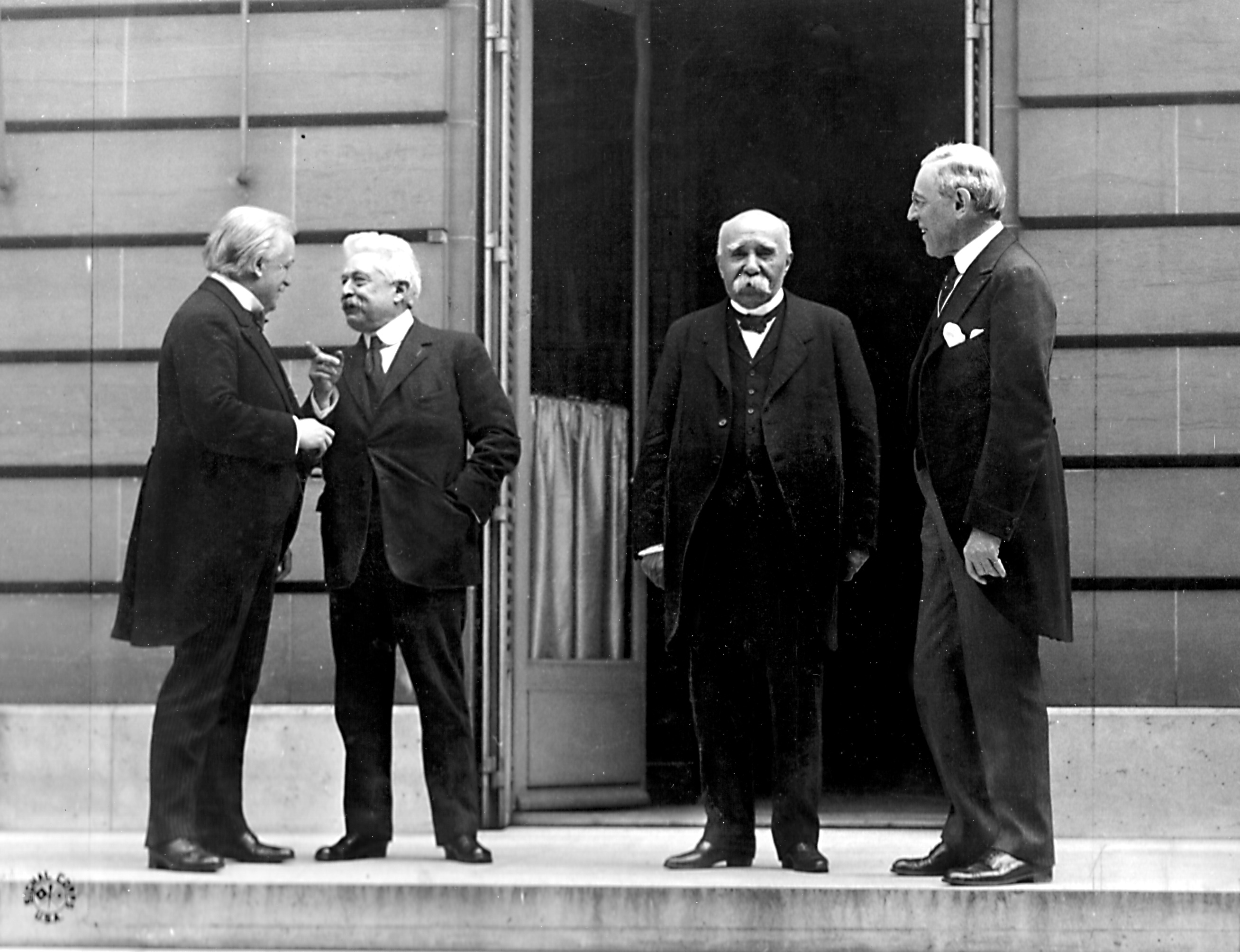
Zástupci čtyř vítězných velmocí – zleva premiér Spojeného království Lloyd George, italský premiér Vittorio Emanuele Orlando, francouzský premiér Georges Clemenceau a americký prezident Woodrow Wilson

Po uzavření příměří svolaly vítězné státy Dohody do Paříže mírovou konferenci, která byla oficiálně zahájena 18. ledna 1919. Na konferenci pak byly se zástupci poražených států v průběhu let 1919 až 1920 dojednány jednotlivé mírové smlouvy, které položily základ tzv. Versaillského mírového systému. Klíčovou roli na konferenci sehráli především představitelé tří hlavních vítězných mocností, tedy francouzský premiér Georges Clemenceau, premiér Spojeného království David Lloyd George a americký prezident Woodrow Wilson, kteří při jednáních společně s italským premiérem Vittoriem Orlandem vytvořili takzvanou Radu čtyř (anglicky Big Four).
Versailleská smlouva, která ustanovila mírové podmínky mezi vítězi a Německem a zakládala mezinárodní organizaci Společnost národů, byla v Zrcadlovém sále zámku ve Versailles podepsána 28. června 1919 a v platnost vstoupila 10. ledna 1920. S Rakouskem byla mírová smlouva uzavřena 10. září 1919 v zámku Saint-Germain-en-Laye. S Bulharskem byla dohoda uzavřena 27. listopadu 1919 v Neuilly-sur-Seine a s Maďarskem, které bylo považováno za nástupnický stát po Uhersku, byla Trianonská smlouva podepsána 4. června 1920. Sèvreská smlouva uzavřená s Osmanskou říší 10. srpna 1920 v Sèvres vedla v Turecku ke kemalistickému povstání vedenému Mustafou Kemalem Atatürkem a následné řecko-turecké válce, po které byla Sèvreská smlouva 24. července 1923 nahrazena smlouvou Lausannskou.

## Politické důsledky a územní změny

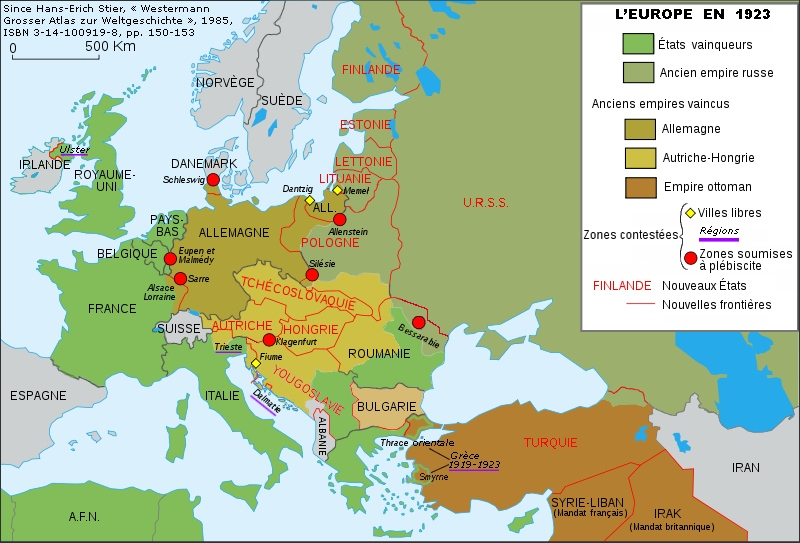
Mapa Evropy v roce 1923 včetně vyznačení předválečných hranic

V důsledku první světové války definitivně přestal fungovat Koncert velmocí ustanovený na Vídeňském kongresu v roce 1815. Jedním ze zásadních důsledků války byl zánik starých a vznik nových států ve střední a východní Evropě. Během války a krátce po ní byly donuceny abdikovat tradiční dynastie Romanovců, Hohenzollernů, Habsburků a Osmanů. Tak došlo k výrazné demokratizaci Evropy, neboť ve většině nástupnických států bylo monarchistické zřízení po vzoru vítězných mocností USA a Francie nahrazeno republikami. Následkem války byl rozpad Ruského impéria, Rakouska-Uherska i Osmanské říše. Oslabené západní evropské mocnosti Velká Británie a Francie si status velmocí udržely, avšak světovou politickou silou se nově staly Spojené státy americké. V Rusku se po občanské válce ustanovil Sovětský svaz, načež se zdejší extrémně levicová komunistická strana stala vládnoucí silou v největší evropské zemi. Sovětské Rusko a Výmarská republika, která se po listopadové revoluci ustanovila v poraženém Německu, byly na nějaký čas izolovány a dočasně přišly o status mocností.
Vedle územních změn, jež potvrdila jednání vítězů, na pařížské mírové konferenci, došlo v Paříži k založení nové mezinárodní organizace, Společnosti národů, jejíž vznik prosazoval především americký president Wilson. Organizace si kladla za cíl s pomocí diplomatických vyjednávání a zásad kolektivní bezpečnosti udržet světový mír. Společnost národů, jejímiž členy se však USA kvůli odmítavému postoji Kongresu nestaly, ale nebyla schopna mír zajistit. Mnoho zemí Evropy se již krátce po válce propadlo do občanských válek, v nichž se světovým konfliktem posílená socialistická levice střetávala s nacionální pravicí. Po první světové válce se navíc dříve okrajový extremismus stal masovou politickou silou, který v podobě komunismu respektive fašismu, ovlivnil dějiny zbytku 20. století.

### Státy zaniklé během války
V důsledku první světové války a během války občanské vznikly na území drolícího se Ruského impéria tyto státy:
- Ruská republika (1917)
- Ruská sovětská federativní socialistická republika (1917 – 1991; od 1922 součástí Sovětského svazu)
- Finské království (1917)
- Finská socialistická dělnická republika (1918)
- Finská republika (1918 – současnost; oblast dnešního Finska spolu s částmi Karélie)
- Republika Severní Ingrie (1919 – 1920; jižní část Karelské šíje)
- Běloruská lidová republika (1918 – 1919)
- Běloruská sovětská socialistická republika (1919 – 1991; od 1922 součástí Sovětského svazu)

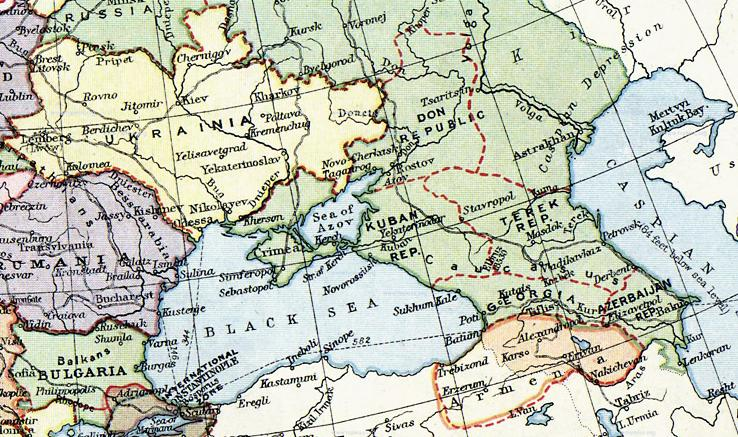
Politická mapa oblasti okolo Černého moře z roku 1919

- Ukrajinská lidová republika (1917 – 1919)
- Ukrajinská sovětská socialistická republika (1919 – 1991; od 1922 součástí Sovětského svazu)
- Spojené baltské vévodství (1918 – 1919)
- Estonská republika (1918 – 1940; oblast dnešního Estonska a Pečory)
- Lotyšská republika (1918 – 1940; oblast dnešního Lotyšska a Pytalova)
- Litevské království (1918)
- Litevská republika (1918 – 1940; oblast dnešní Litvy bez území kolem Vilniusu)
- Polské království (1916 – 1918)
- Polská republika (1918 – 1939; část dnešního Polska a Litvy kolem Vilniusu, Západní Bělorusko, Volyň, Polský koridor)
- Kubáňská lidová republika (1918 – 1920; Kubáň)
- Donská republika (1918 – 1920)
- Horská republika (1917 – 1920; Předkavkazsko)
- Horská autonomní sovětská socialistická republika (1921 – 1924)
- Zakavkazská demokratická federativní republika (1918; území dnešní Gruzie, Arménie a Ázerbájdžánu)
- Dálněvýchodní republika (1920 – 1922)

### Státy nově vzniklé na původním území poražených států
Německé císařství
- Výmarská republika (1919 – 1933)
- Sárské teritorium (1920 – 1935; oblast Sárska spravovaná Společností národů)
- Svobodné město Gdaňsk (1920 – 1939; pod ochranou Společnosti národů)
- Bavorská republika rad (1919; Bavorsko
- Saská republika rad (1918 – 1919)
- Alsaská republika rad (1918; Alsasko)

Rakousko-Uhersko

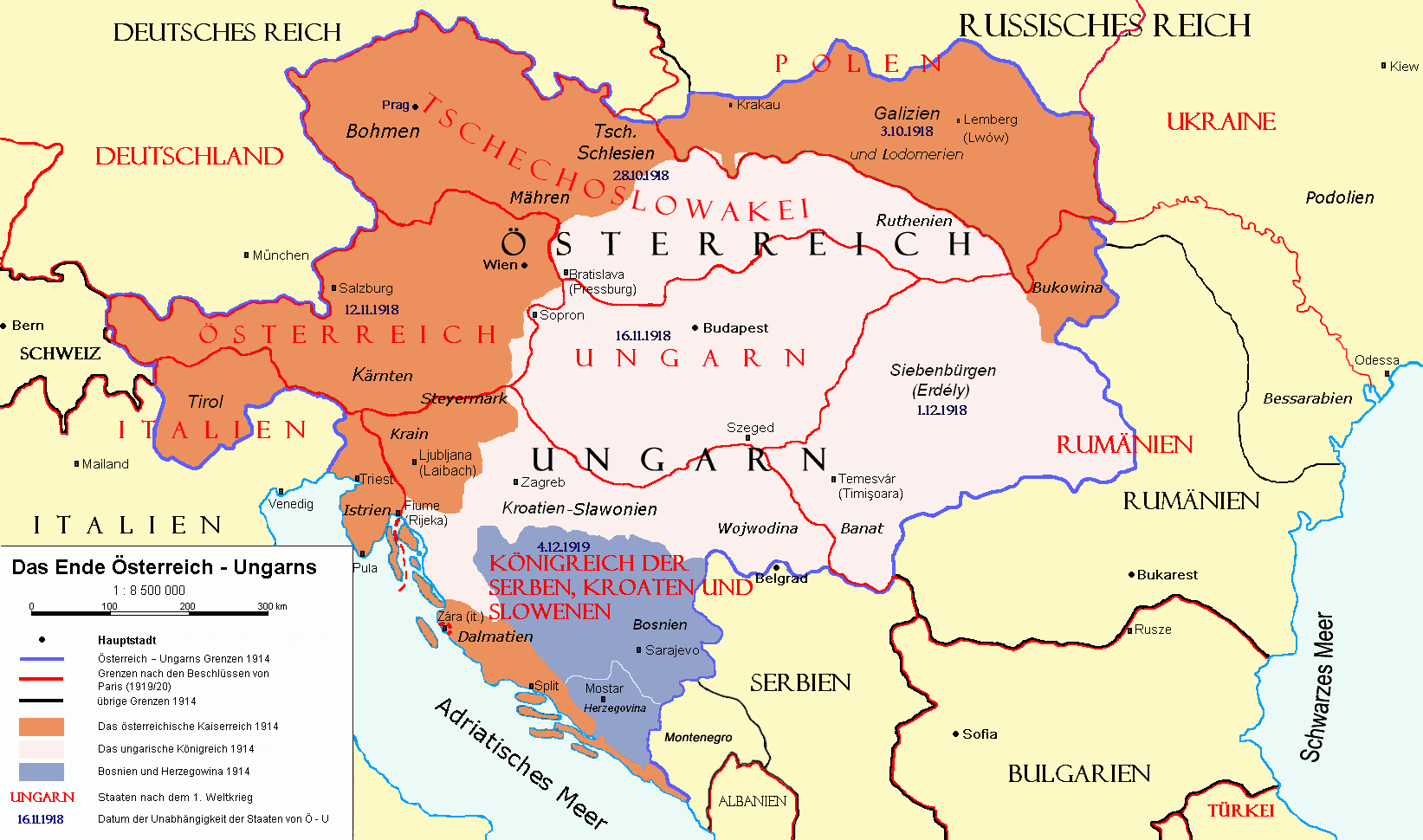
Rozdělení Rakousko-Uherska

- Rakouská republika (oblast dnešního Rakouska)
- Maďarská demokratická republika (oblast dnešního Maďarska)
- Československo (Čechy, Morava, Slezsko (v rozsahu dřívějšího Rakouského Slezska bez východní části Těšínska přiřčené Polsku a naopak s připojením Hlučínska), Slovensko, Podkarpatská Rus)
- Polsko (Halič a východní část Těšínska)
- Lemko-rusínská republika (1918 – 1919; část jižního Malopolska okolo měst Nowy Sącz, Nowy Targ a Sanok)
- Západoukrajinská lidová republika (1918 – 1919; oblast východní Haliče)

Osmanská říše
- Turecko (dočasně bez Antiochie, Východní Thrákie a oblasti kolem Smyrny)

### Státy s územními zisky na úkor poražených
Německá říše

Územní ztráty Německa v Evropě

- Francie (Alsasko-Lotrinsko, Kamerun, Togo)
- Spojené království (Německá jihozápadní Afrika, Německá východní Afrika)
- Dánsko (Severní Šlesvicko)
- Belgie (oblast Eupen a Malmédy, Rwanda a Burundi spravované jako kolonie Ruanda-Urundi)
- Polsko (Poznaňsko, většina Západního Pruska, východní část Horního Slezska
- Československo (Hlučínsko)
- Litva (Klaipėda a okolí)
- Japonsko (mandátní území Tichomořské ostrovy: Severní Mariany, Karolíny, Marshallovy ostrovy a Palau)
- Austrálie (většina Německé Nové Guineje)
- Nový Zéland (Samoa)

Osmanská říše

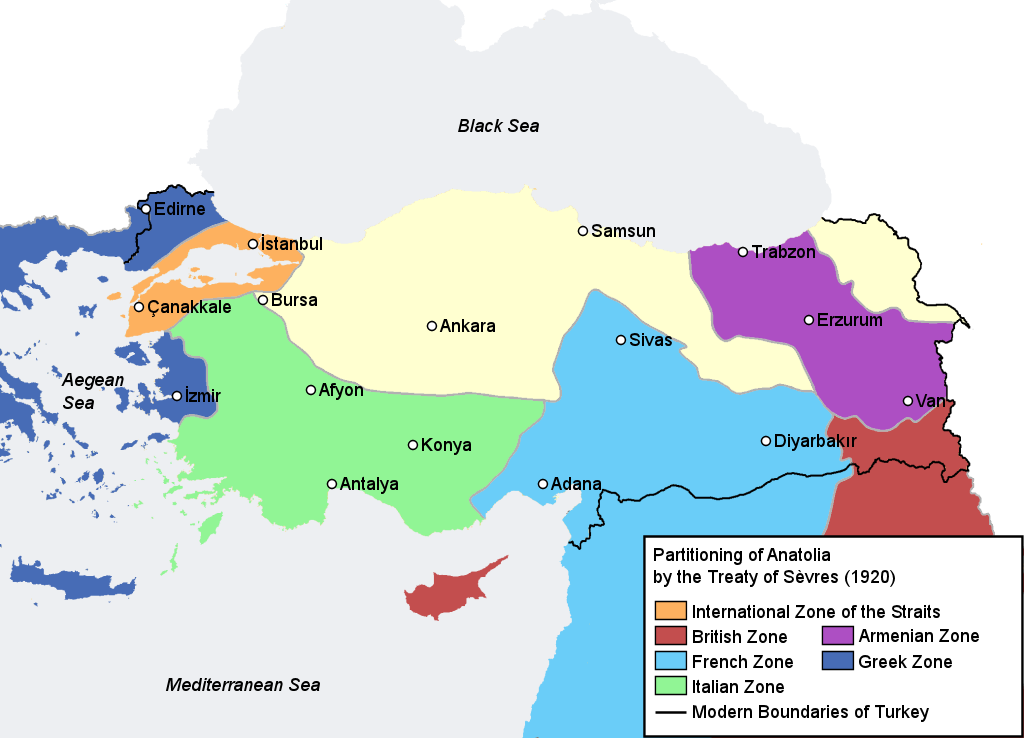
Rozdělení Anatolie dle Sèvreské smlouvy

- Spojené království (Irák, Palestina a Jordánsko)
- Francie (Sýrie, Libanon)
- Řecko (Smyrna, Východní Thrákie)

Rakousko-Uhersko
- Jugoslávie (Chorvatsko, Bosna a Hercegovina, Slovinsko, Banát)
- Rumunsko (Sedmihradsko)
- Polsko (Halič)

Ruské impérium
- Rumunsko (Besarábie)

Bulharsko
- Řecko (Západní Thrákie)
- Rumunsko (Dobrudža)
- Království Srbů, Chorvatů a Slovinců (příhraniční území včetně měst Strumica, Bosilegrad a Dimitrovgrad)

## Poválečný politický vývoj

### Rusko

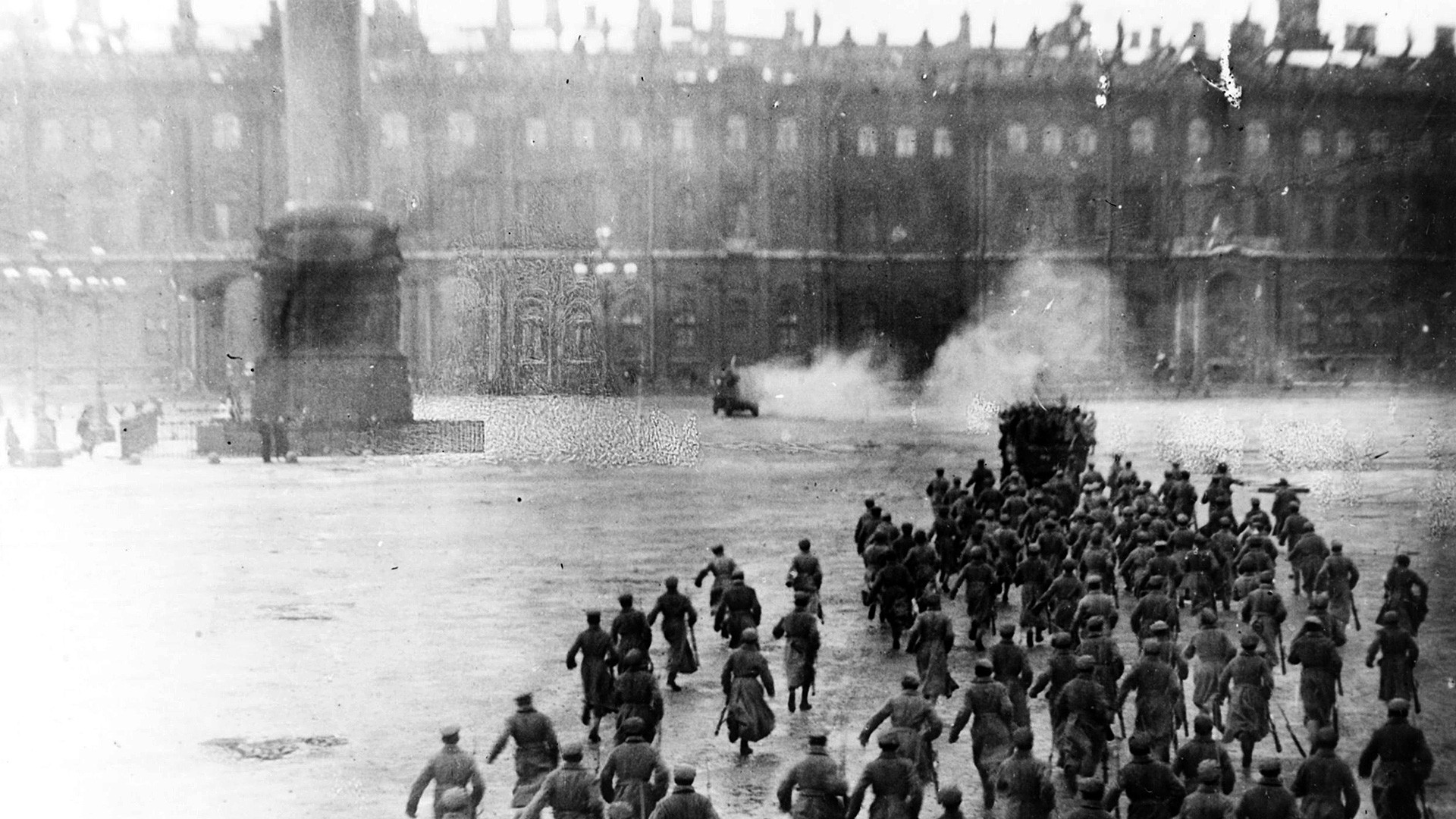
Záběr z filmu Deset dní, které otřásly světem režiséra Sergeje Ejzenštejna představující útok na Zimní palác během Říjnové revoluce

Rusko zažilo v důsledku první světové války turbulentní politické změny. Kvůli válečnému vyčerpání zde k nepokojům a protestům došlo již v průběhu roku 1915. Kritickou situaci v zemi pak vyhrotily obrovské ztráty během Brusilovovy ofenzívy a velmi tuhá zima na přelomu let 1916 a 1917. Následné nepokoje a vzpoury v ruské armádě vygradovaly během únorové revoluce. V důsledku toho v březnu 1917 rezignovala vláda a abdikoval také poslední ruský car Mikuláš II., načež byla ustanovena prozatímní vláda Georgije Lvova. V září 1917 pak bylo parlamentem schváleno vyhlášení Ruské republiky.
Nový režim však pokračoval ve válce s Centrálními mocnostmi, což nahrálo radikální straně bolševiků volající po okamžitém uzavření příměří. Vůdce bolševiků Vladimir Iljič Lenin dopravený do Ruska s pomocí Němců pomohl zorganizovat listopadový převrat a svržení prozatímní vlády. 26. prosince 1917 pak bolševici uzavřeli s Němci příměří, načež byla mezi oběma stranami 3. března 1918 podepsána brestlitevská mírová smlouva. V této smlouvě se bolševici zřekli většiny evropského území zahrnující Polsko, Finsko, Kuronsko, Estonsko, Litvu, Bělorusko, Besarábii a Ukrajinu. Tvrdé mírové podmínky však proti Rudým, kteří postupně ovládli centrální oblasti evropského Ruska, postavilo množství domácích nepřátel. Po ukončení bojů první světové války se tak Rusko prakticky okamžitě propadlo do bojů války občanské. Proti bolševikům povstali nejen bělogvardějci tzv. Bílí, kteří požadovali návrat carského režimu, ale též rolničtí partyzání tzv. Zelení či anarchistické bojůvky, jejichž členové byli známí jako Černí. Do krvavých bojů v Rusku se zapojily i síly států Dohody, především Britové, ale též Francouzi, Američané či Japonci. Nezanedbatelnou roli pak sehrály rovněž Československé legie, které na své cestě přes Sibiř přechodně ovládly Transsibiřskou magistrálu.
Rudé armádě se nakonec podařilo v občanské válce zvítězit a to i přes to, že se zároveň musela čelit polským vojskům během polsko-sovětské války. Ruská sovětská federativní socialistická republika vyhlášená bolševiky již roku 1918 byla 30. prosince 1922 na zasedání 1. všesvazového sjezdu sovětů spojena společně s Ukrajinskou, Běloruskou a Zakavkazskou SSR, načež byl vyhlášen vznik Svazu sovětských socialistických republik. SSSR vzešlý z občanské války se v průběhu 20. století stal světovou mocností.

### Rakousko-Uhersko
V mnohonárodnostním Rakousko-Uhersku způsobila první světová válka vzedmutí silné vlny nacionalismu. U nevládnoucích národů monarchie Čechů, Poláků, Jihoslovanů, Ukrajinců, Slováků, či Italů se pak záhy začaly projevovat separatistické tendence posilované odporem k pokračující válce a narůstající bídě v zázemí. Vyčerpaná monarchie, která se dostala do vleku německého vojenského velení, se přes pokusy císaře Karla o uzavření míru začala na podzim roku 1918 hroutit.
Jako první z národů monarchie vyhlásili nezávislost již 6. října Poláci, přičemž nakrátko došlo k vytvoření tří polských vlád ve Varšavě, Lublinu a Krakově. Polské síly začaly obsazovat území Haliče a nová Polská republika, jež toužila obnovit území bývalé Republiky obou národů, si nárokovala rovněž Těšínsko a část Oravy a Spiše. V Praze došlo v den rakousko-uherské kapitulace, tedy 28. října, k vyhlášení samostatného Československa. K historickým českým zemím mělo být připojeno území Slovenska, Podkarpatské Rusi a nároky si nově vytvořené Československo činilo i na oblast Těšínska. 29. října vyhlásily samostatnost rovněž jihoslovanské národy monarchie. Nově vzniklý Stát Slovinců, Chorvatů a Srbů pak existoval pouze do prosince téhož roku, kdy se spojil se Srbskem a Černou Horou, načež došlo k vytvoření Království Srbů, Chorvatů a Slovinců. Na rozpadající se monarchii získala území i Itálie, jejíž vojska obsadila přístav Terst a území Jižního Tyrolska, a také Rumunsko, které dobylo oblasti Transylvánie a Bukoviny.

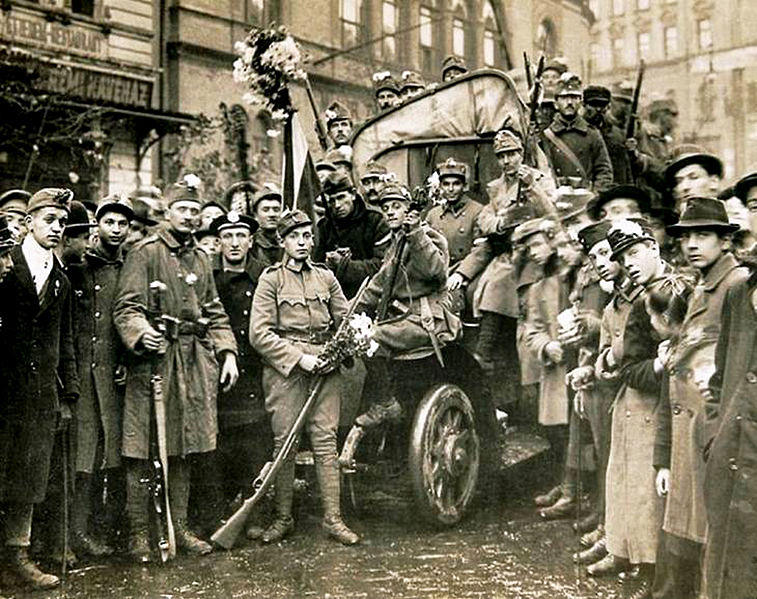
Účastnící Astrové revoluce v ulicích Budapešti

Část maďarské politické reprezentace vedená poslancem Mihály Károlyim požadovala již v říjnu 1918 zastavení bojů. 30. října pak v Budapešti došlo k tzv. Astrové revoluci, během níž byl rozvášněným davem usmrcen uherský premiér István Tisza. Jeho nástupcem byl jmenován Károlyi, načež byla 16. listopadu vyhlášena Maďarská republika. Poté, co však Dohodové mocnosti potvrdily územní zisky Československa a Rumunska, které obsadily velké části bývalých Uher, Károlyi rezignoval a na jaře 1919 se v okleštěném Maďarsku ustanovila Maďarská republika rad, která se se svými sousedy pustila do vojenského konfliktu. Rozdělení bývalých Uher bylo potvrzeno Trianonskou smlouvou, která Maďarsko připravila o 230 000 km² území a asi 13 milionů obyvatel. V Rakousku, u kterého po válce hrozilo osamostatnění Tyrol i odtržení Vorarlberska, zesílila po ztrátě Jižního Tyrolska a českých území snaha o připojení se k Německu. Dohodové mocnosti však tzv. Anschluss nedovolily. Rakouská republika byla definitivně vytvořena teprve mírovou smlouvou ze Saint-Germain.
Mezi soupeřícími nástupnickými státy monarchie došlo kvůli hraničním sporům k sérii vzájemných konfliktů. Československo a Polsko se kvůli sporu o Těšínsko v lednu 1919 střetly v sedmidenní válce. Kvůli nárokům na území Horních Uher, respektive Slovenska, se pak Československo utkalo ve vojenském konfliktu rovněž s Maďarskem. Československo v tomto souboji podpořilo rovněž Rumunsko, jehož jednotky okupovaly Budapešť. Poláci bojující na západě s Československem a Německem, se na východě při snaze o obsazení Litvy, Běloruska a Ukrajiny střetli ve válce se sověty a Litevci a při bojích o Ukrajinu také s Ukrajinci.

### Osmanská říše
Vyčerpaná Osmanská říše bojující ve válce na straně Centrálních mocností požádala o příměří 30. října 1918. Přestože se sultán Mehmed VI. i po uzavření příměří udržel u moci, okupovaly Istanbul a další části země vojska vítězů. O osudu říše se rozhodovalo během mírových jednání v Paříži. Britové a Francouzi, kteří měli na Středním východě své vlastní zájmu, si sféry vlivu v Osmanské říši rozdělili již během války v tzv. Sykesově–Picotově dohodě. Územní nároky na maloasijském pobřeží si činili také Italové, kteří se odvolávali na příslib Dohody z tzv. Londýnské dohody, a Řekové, kteří argumentovali právem řeckých komunit v Malé Asii na sebeurčení. Problémy na Středním východě před mocnostmi vyvstávaly i kvůli slibům, jež během války daly Arabům, Židům, Arménům a Kurdům.

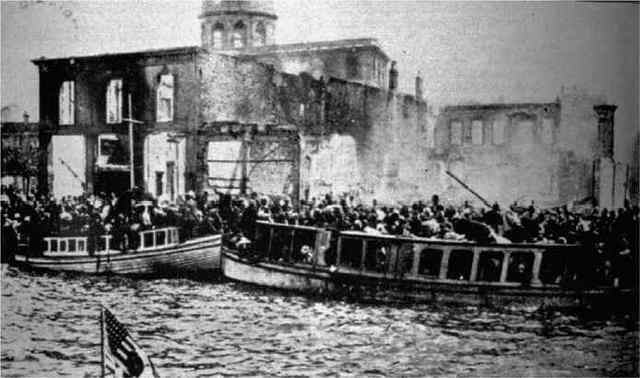
Přeplněné lodě s uprchlíky během požáru v İzmiru – Smyrně. Požár ve městě vypuknul po obsazení tureckým vojskem v září 1922.

Mocnosti a hlavně Britové se v Paříži postavili především za řecké nároky, které na konferenci velmi úspěšně propagoval Eleftherios Venizelos. Výsledná Sèvreská smlouva, kterou sultánovi zástupci podepsali 10. srpna 1920, připravila Osmanskou říši o většinu jejího území. Britskými mandáty se staly Irák, Palestina a Zajordánsko. Francie získala Sýrii a Libanon a byla jí vymezena sféra vlivu na jihu Malé Asie. Řecku bylo mocnostmi dovoleno obsadit Drinopol, Thrákii, Smyrnu s okolím a osm ostrovů v Egejském moři. Italové obdrželi Rhodos a Dodekanské ostrovy a jako sféra vlivu jim byla přidělena jihozápadní část Anatolie. Smlouva navíc počítala s vytvořením samostatného arménského státu a autonomního Kurdistánu. Dále měly být demilitarizovány úžiny Bospor a Dardanely, osmanská armáda měla být snížena na 50 000 mužů a o státním rozpočtu a veřejných půjčkách okleštěného státu měly rozhodovat vítězné mocnosti. V turecké společnosti vyvolaly tyto tvrdé mírové podmínky zděšení a probudily turecký nacionalismus. Do čela ozbrojeného tureckého odboje se postavil velitel Mustafa Kemal Paša.
Mustafa Kemal zmobilizoval turecké síly a v létě 1922 porazil řecká vojska, která okupovala západní část Malé Asie. Vyhnání řeckých jednotek z Anatolie přinutilo mocnosti, které neměly na nový konflikt s Turky dostatek sil, revidovat Sèvreskou smlouvu. Poslední osmanský sultán Mehmed VI. byl Brity eskortován z Istanbulu na Maltu a prezidentem nově ustanovené Turecké republiky se stal Mustafa Kemal zvaný Atatürk. Dne 24. července 1923 pak turecká delegace podepsala v Lausanne se spojenci novou mírovou smlouvu. Lausannská smlouva ponechávala Turecku suverenitu nad celým územím Malé Asie až po Sýrii, přičemž byly ignorovány dřívější záruky mocností učiněné Arménům a Kurdům.

### Spojené království a Britské impérium
Účastí ve válce utrpělo Spojené království do té doby nebývalé ztráty na životech. Největší množství britských vojáků padlo na západní frontě. Jen zde monarchie během neúspěšných ofenzív na řece Sommě, u Passchendale či během bitvy u Arrasu ztratila stovky tisíc mužů. Krvavá střetnutí však Británie zaznamenala i na dalších frontách, kde vynikl především neúspěch u Gallipoli nebo ztráty námořnictva v střetnutí u Jutska. V konfliktu celkově padlo přes 700 000 Britů a dalších 200 000 vojáků z Britského impéria. Ve válce bylo navíc dalších 2 500 000 mužů raněno, což v Británii vedlo k poválečné vlně antimilitarismu a pacifismu. V důsledku války se dominantní politickou silou ve Spojeném království stali Konzervativci a v roce 1918 bylo ženám od třiceti let uděleno volební právo. Válka výrazně poznamenala i britský průmysl, neboť Velká Británie se z předválečného největšího světového věřitele propadla mezi země s obrovským státním dluhem. Závislost hospodářství na vojenských zakázkách a německé zboží odevzdávané na ostrovy v rámci reparací navíc ve dvacátých letech uvedly britskou ekonomiku do recese.
Přestože byli Německo a jeho spojenci poraženi a Spojené království stálo po první světové válce na straně vítězů, Británie se nemohla těšit z okamžitého klidu zbraní. Již v průběhu války se totiž výrazně zaktivizovalo národnostní hnutí namířené proti britské nadvládě. V Irsku vyvolali republikáni a nacionální hnutí Sinn Féin již v dubnu 1916 Velikonoční povstání, které sice bylo potlačeno, avšak napjatá situace vedla v roce 1919 k vypuknutí britsko-irské války. V roce 1921 pak londýnská vláda uznala vytvoření Irského svobodného státu, který se zařadil mezi dominia. Ačkoliv se po válce díky podmínkám Versailleské smlouvy do Britského impéria jako mandátní území zařadily Palestina, Irák i bývalé německé kolonie v Africe a Oceánii a Britské impérium tak v roce 1921 dosáhlo vrcholu své rozlohy, nebyla válkou vyčerpaná Británie schopna řešit své závazky a zvládat rostoucí nacionální napětí v těchto oblastech. I britská dominia Austrálie, Nový Zéland, Kanada a Jihoafrická unie získala díky válce více samostatnosti a politické moci. K násilným nepokojům došlo v roce 1919 i v Indii, kde po potlačení demonstrantů v Amritsaru zesílilo hnutí za nezávislost, v jehož čele stanul Mahátma Gándhí. Egypt, kde Britové v roce 1914 vytvořili svůj protektorát, vyhlásil v roce 1922 samostatnost a v čele samostatného Egyptského království stanul král Fuad I.

### Itálie

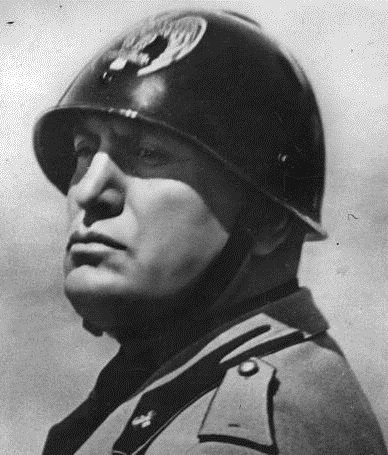
Italský fašistický vůdce Benito Mussolini

Přestože bylo Italské království před válkou členem Trojspolku dokázaly dohodové státy jeho vládu získat na svou stranu a v květnu roku 1915 vyhlásila Itálie válku Rakousku-Uhersku. Spojenci za tento obrat Italům v tzv. Londýnské dohodě tajně přislíbili rakousko-uherská území v Dalmácii a jižním Tyrolsku. Ve světové válce pak Itálie ztratila přibližně 600 000 padlých vojáků a její na moderní válku nepřipravená ekonomika se nezhroutila jen díky podpoře západních spojenců. Přestože po porážce Centrálních mocností stanula Itálie v roce 1918 na straně vítězů, rozšířila se v zemi silná deziluze a mýtus o zmrzačeném vítězství. Zklamání veřejnosti z nedostatečných válečných zisků nezabránilo ani obsazení Tridentska, Istrie a Terstu, které Itálie zabrala rozpadajícímu se Rakousku-Uhersku. Spojenci však na mírové konferenci ve Versailles odmítli italské požadavky na Dalmácii, kterou si nárokovalo nově vzniklé Království Srbů, Chorvatů a Slovinců a na Rijeku, která se měla stát svobodným městem.
Bezprostředně po válce došlo v Itálii k výraznému vzepětí levicových nálad. V roce 1919 zvítězili socialisté v podzimních parlamentních volbách, avšak italskou levici oslabovalo štěpení strany a neschopnost jejich lídrů vytyčit pevnou politickou linii. Válečné roky však oživily i radikální italskou pravici, což ukázal válečný hrdina, básník Gabriele d'Annunzio, který v čele nacionalistických dobrovolníků obsadil nezávislý stát Fiume a proklamoval připojení Rijeky k Italskému království. Poté, co však italská vláda tento d'Annunziův krok odmítla, ustanovili nacionalisté v Rijece Italské regentství Carnaro a samotné Itálii vyhlásili válku. Po blokádě a ostřelování města byl d'Annunzio na konci roku 1920 donucen město vyklidit.
Když se zdálo, že liberální premiér Giovanni Giolitti vyvede zemi z poválečných zmatků, došlo v roce 1921 k prudkému propadu italské ekonomiky, která se dostala do všeobecné krize. Hospodářské problémy a revoluční klima ve společnosti způsobené válkou pak v zemi připravily ideální podmínky pro nástup radikálního fašistického hnutí, v jehož čele stál Benito Mussolini. Mussoliniho fašistická strana založená v roce 1919 rychle zesílila a v říjnu 1922 zorganizovali italští fašisté puč známý jako Pochod na Řím, kdy se přibližně 25 000 squadristů vypravilo k hlavnímu městu. V Římě pak král Viktor Emanuel III. 28. října pověřil Mussoliniho sestavením vlády.

### Německo
Příměří se státy Dohody uzavřelo Německé císařství 11. listopadu 1918 v železničním voze nedaleko francouzského Compiègne. Přestože byla země na konci roku 1918 na pokraji hospodářského krachu, zůstaly německé oddíly až do konce války hluboko na nepřátelském území a propaganda i vojenské velení neustále slibovaly národu blížící se vítězství. Z hořké porážky pak většina vyčerpané německé společnosti vinila především novou politickou reprezentaci. V zemi se záhy rozšířil mýtus o ráně dýkou do zad či o zradě v zázemí. Pravicové kruhy vinu za porážku nejčastěji svalovaly na socialisty a židy. Země se po uzavření příměří prakticky ihned ocitla v občanské válce mezi nacionály a socialisty a na východě se německé oddíly střetly s Poláky.

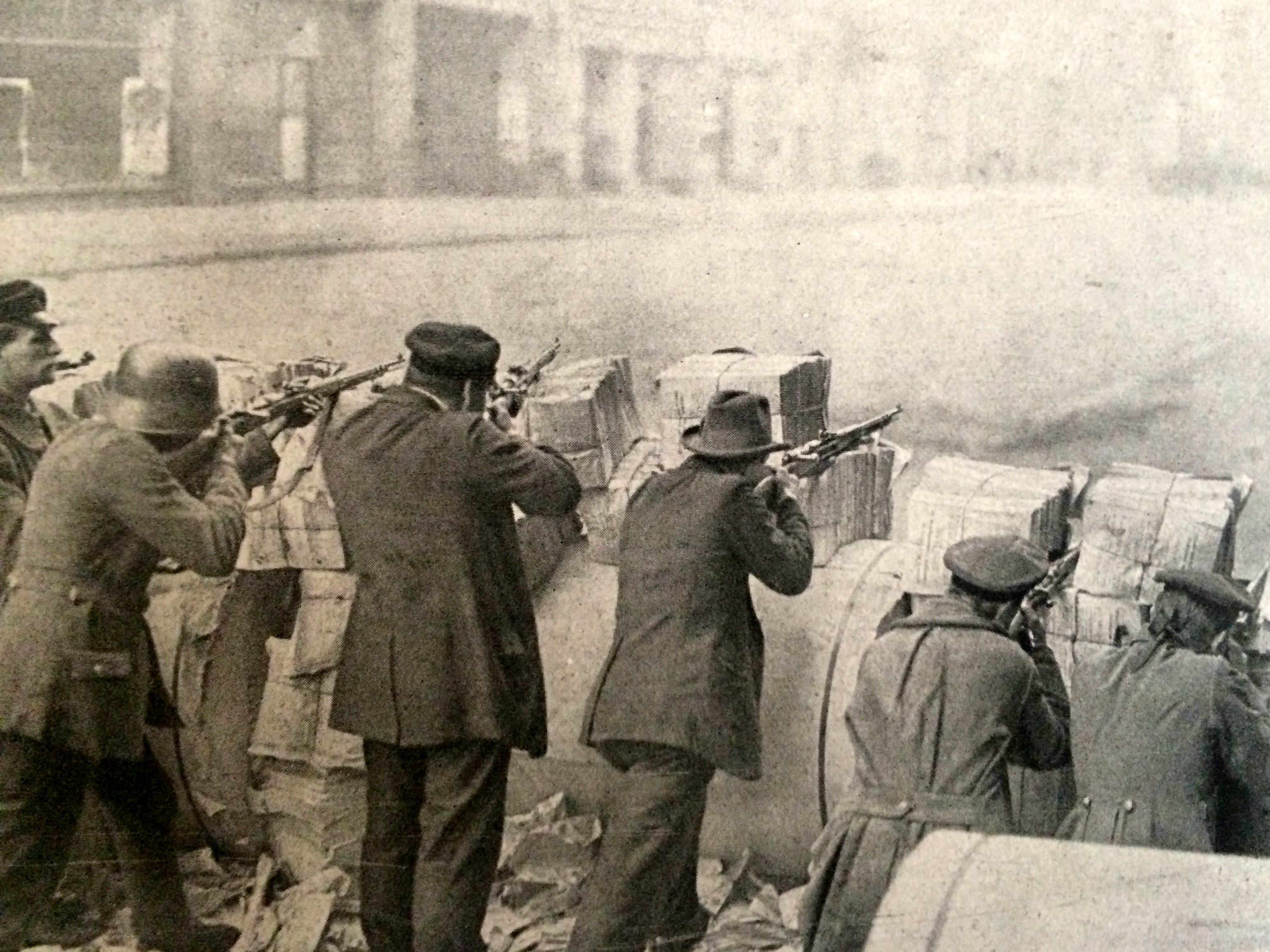
Boje na barikádách během Povstání Spartakovců

Poslední německý císař Vilém II., který před blížící se revolucí uprchl z Berlína do belgického Spa, odstoupil 9. listopadu. Říšský kancléř Max Bádenský pak předal vládu vůdci sociálních demokratů Friedrichu Ebertovi. Ebert ve spolupráci s umírněnými stranami prosadil vytvoření parlamentní demokratické republiky a s pomocí vojska a dobrovolnických sborů (tzv. Freikorps) odrazil snahy radikální levice o vytvoření republiky rad. Krvavé srážky extrémní pravice a levice byly přesto v Německu během Listopadové revoluce všudypřítomné a radikálním socialistům se na krátkou dobu dokonce podařilo ustanovit republiky rad v Alsasku či Bavorsku. Mezi významné pokusy socialistů či nacionálů o převrat patřily kupříkladu Povstání spartakovců, Kappův puč či Pivní puč.
Po vypracování tzv. Výmarské ústavy na počátku roku 1919 byla mladá pomalu se stabilizující republika těžce zasažena výsledky mírové konference v Paříži. Versailskou smlouvou, jejíž podpis byl vynucen i s pomocí pokračující námořní blokády, připravili vítězové Německo o zámořské kolonie a rozsáhlá území na západě i východě země, donutili jej k radikálnímu odzbrojení a k ponižujícímu přiznání výlučné viny a zodpovědnosti za rozpoutání války. Státy Dohody pak následně přinutily Výmarskou republiku k placení vysokých válečných reparací. Výše reparací byla v roce 1921 stanovena na 132 miliard marek ve zlatě. Vyplácení této obrovské sumy, jež bylo rozpočítáno na dalších 30 let, republiku kritickým způsobem zatěžovalo. Na německou neschopnost splácet zareagoval francouzský premiér Raymond Poincaré, který na počátku roku 1923 nařídil vojenské obsazení klíčové německé průmyslové oblasti v Porúří. Již tak slabá německá ekonomika se v důsledku tohoto kroku zcela zhroutila a v zemi došlo k nekontrolovatelné hyperinflaci.
Porážka v první světové válce a následné tvrdé mírové podmínky Pařížské mírové konference byly hlavním předpokladem k nástupu Adolfa Hitlera k moci. Hitler dožadující se revize Versaillského mírového systému, jež německá společnost považovala za nespravedlivý, získal další impulz pro převzetí moci po vypuknutí velké hospodářské krize na počátku 30. let. Následky první světové války tak v konečném důsledku zapříčinily nový světový konflikt o jednadvacet let později.

## Ekonomické důsledky

### Evropa
První světová válka zcela rozvrátila předválečnou světovou ekonomickou stabilitu. Poražené státy (Bulharsko, Maďarsko, Německo, Rakousko a Turecko) měly platit válečné reparace. Státy vzniklé z rozpadlého Rakouska-Uherska (Československo, Polsko, Rumunsko a Království Srbů, Chorvatů a Slovinců)  měly zase platit poplatek za osvobození. Debaty o výši těchto plateb se táhly celá 20. léta 20. století.
Teprve na konferenci v Haagu v lednu 1930 bylo dohodnuto, že příspěvek na osvobození je všem nástupnickým státům s výjimkou Československa kompenzován jejich reparačními nároky. Československu zbyla povinnost uhradit asi čtvrtinu z původně předpokládané výše příspěvku (něco přes miliardu korun), zároveň však nemuselo uhradit podíl na předválečné půjčce Rakouska-Uherska a majetek monarchie získaný v rámci rozdělení (celkem odhadované na asi 11 miliard korun).
Evropské mocnosti kvůli zvyšujícím se výdajům na financování války již v průběhu války upustily od tzv. zlatého standardu a začaly své obrovské půjčky krýt prostřednictvím inflačních peněz. Největším věřitelem válčících států se pak staly Spojené státy americké.
Během války se ekonomiky evropských zemí zapojených v celosvětovém konfliktu zcela přeorientovaly na válečnou výrobu a po válce se jen velmi pomalu zotavovaly. Francie a Spojené království si sice udržely status velmocí, avšak došlo k rozpadu tradičních monarchií Ruska, Rakouska-Uherska i Osmanské říše. Poražené Německo se po válce podobně jako Rusko zmítalo v revolučním chaosu a jeho ekonomika byla po nekontrolovatelné hyperinflační krizi v roce 1923 stabilizována teprve za pomoci tzv. Dawesova plánu. V Rusku, kde došlo v roce 1922 k ustanovení Sovětského svazu, se rozvíjelo izolované a centralizované sovětské hospodářství. Nově vzniklé nástupnické státy střední a východní Evropy se proti sobě v poválečném období často vymezovaly celními bariérami. Hospodářské vyčerpání a zkáza způsobené válkou tak Evropu definitivně odsunuly z pozice nejsilnější světové ekonomické oblasti, přičemž její místo zaujaly Spojené státy americké.

### USA

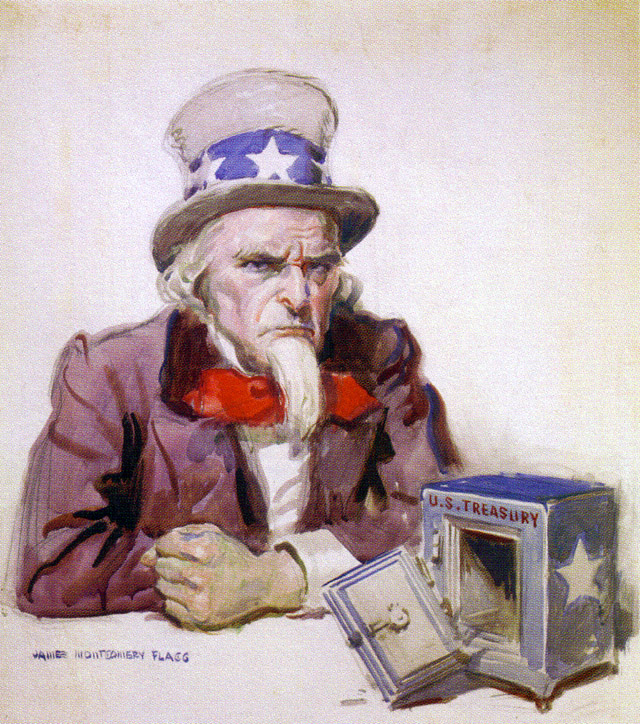
Satirický plakát reflektující nepříznivou hospodářskou situaci v USA krátce po skončení války.

Spojené státy americké, jejichž hospodářství zažívalo již od konce 19. století nebývale rychlý vzestup, byly zemí nejvíce ekonomicky profitující z první světové války. Z předválečného příjemce zahraničního kapitálu se z USA během války stal klíčový věřitel států Dohody. Americkou ekonomiku navíc nastartovala evropská poptávka po vojenském materiálu a také následné dodávky do poničené a vyhladovělé poválečné Evropy. Masivní nárůst výroby pak umožnil americkým firmám zaplavit evropský trh levným zbožím, kterému Evropané v té době nedokázali konkurovat, případně jej těsně po válce vůbec nedokázali vyrábět. Evropští spotřebitelé byli navíc po válce mimořádně ochotní spotřebovávat díky syndromu takzvané odložené spotřeby. Nebývalý vzestup zaznamenal v USA v meziválečném období především automobilový průmysl.
Americká výroba a investice vedly k rychlému poválečnému růstu v Evropě i jinde ve světě, avšak brzké přesycení americké ekonomiky vedlo k recesi a prudkému zvyšování nezaměstnanosti, která ze 4% v roce 1919 stoupla do roku 1921 na necelých 12%. Krizí si po válce prošlo především americké zemědělství, když zvyšující se světová produkce vedla k prudkému poklesu cen zemědělských produktů. Na jaře roku 1920 nastala malá světová ekonomická krize krachem na tokijské burze.[zdroj?] Přes tyto problémy se ekonomika USA ještě ve 20. letech znovu oživila a nezaměstnanost do roku 1923 klesla na 3,2%. Spojené státy se tak v důsledku války definitivně staly největší ekonomikou světa a New York se po válce zařadil vedle Londýna k největším světovým finančním a obchodním centrům.

### Asie
Z asijských států na první světové válce nejvíce profitovalo Japonské císařství. Japonsko zapojené do války na straně Dohody se během války stalo mezinárodním věřitelem a došlo k rychlému rozvoji jeho průmyslu. Z průmyslových odvětví se pak v Japonsku nejrychleji rozvíjelo strojírenství a ocelářství soustředěné na stavbu lodí a také textilní průmysl zaměřený na produkci hedvábí a bavlny. Rozvoj těchto odvětví následně podmínil poválečný rozvoj japonského zahraničního obchodu. Hlavním japonským vývozním artiklem se stalo hedvábí a bavlněné textilie exportované především do USA, Číny a Indie. Z čínského trhu v meziválečném období Japonci vytlačovali britský obchod. Dalším důsledkem války pro japonskou ekonomiku byl fakt, že jeho flotila nově zdatně konkurovala západním velmocím v námořní dopravě.
Během války došlo ke snížení importu do Číny a naopak pro její obchodní partnery začala Čína představovat zdroj surovin. Čínská ekonomika se i po roce 1918 opírala především o zemědělství, kde nadále pracovala velká většina obyvatelstva. Zemědělství však bylo nevýdělečné a jen pomalu zde docházelo k modernizaci výroby. Zahraniční investoři vkládali svůj kapitál především do stavby čínských železnic a v menší míře též do průmyslu. Z průmyslových odvětví se v poválečné Číně rozvíjel hlavně textilní a strojírenský průmysl, které se soustředily do velkých pobřežních center jako Hongkong či Šanghaj. Významnou změnou, jež čínské ekonomice přinesla světová válka, bylo snížení množství obchodu s evropskými a především pak britskými partnery, které vystřídal zájem z Japonska a USA.

## Ztráty a demografické důsledky

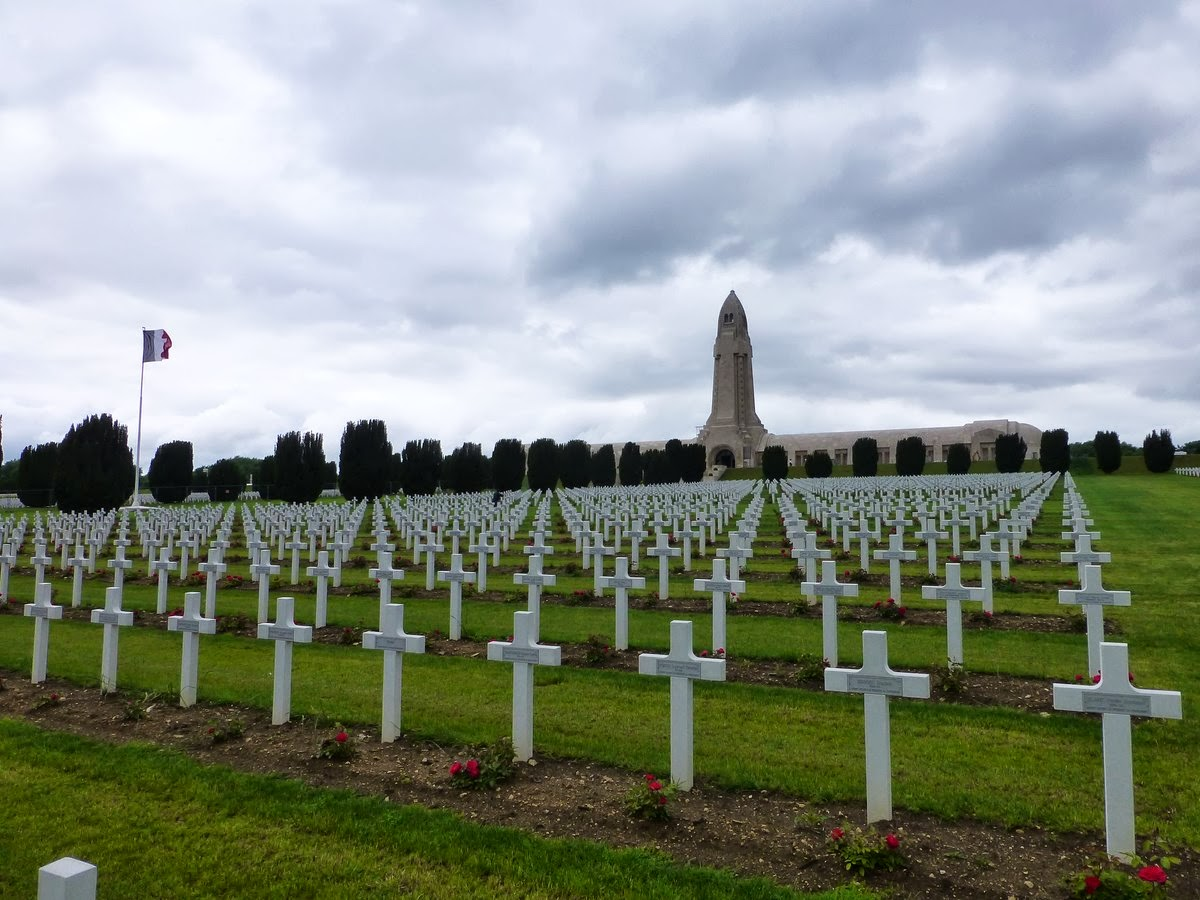
Národní hřbitov a kostnice ve francouzském Douaumontu, kde jsou uloženy ostatky padlých francouzských a německých vojáků zabitých v bitvě u Verdunu

Přímým důsledkem první světové války byl nebývalý počet zabitých vojáků a civilistů. Velká válka byla do té doby nejkrvavějším vojenským konfliktem, v němž se však přesné ztráty vyčíslují jen velmi obtížně. Odhaduje se, že v letech 1914 až 1918 zemřelo v boji, v důsledku zranění či kvůli nemocem přibližně 9,5 milionů vojáků, přičemž přes 4 miliony mužů padlo v armádách Ústředních mocností a téměř 5,5 miliony mužů zemřelo v uniformách vojsk Dohody. Nejvyšší vojenské ztráty zaznamenalo Německo, kde se nejčastěji hovoří o přibližně 2 037 000 padlých vojácích. Na straně Dohody pak nejvyšší ztráty zaznamenalo carské Rusko, které za válku zaplatilo přibližně 1 811 000 padlými. V bojích dále zemřelo 1 398 000 Francouzů, přibližně 1 100 000 mužů z Rakouska-Uherska, přes 800 000 vojáků z Osmanské říše, 723 000 Britů, 578 000 Italů, 278 000 Srbů, 250 000 Rumunů, necelých 200 000 vojáků Britského impéria, 114 000 Američanů, 88 000 Bulharů, 38 000 Belgičanů, 26 000 Řeků a 7 000 Portugalců. Tyto ohromné ztráty spolu se sníženou porodností během války značným způsobem zredukovaly produktivní část mužské populace v mnoha zapojených zemích. Kupříkladu Francie, Německo či Británie ztratily v odvodových ročnících narozených mezi roky 1892 až 1895 přibližně 35 až 37 procent mužů. Mnozí přeživší navíc utrpěli taková zranění, která z nich učinila doživotní invalidy.

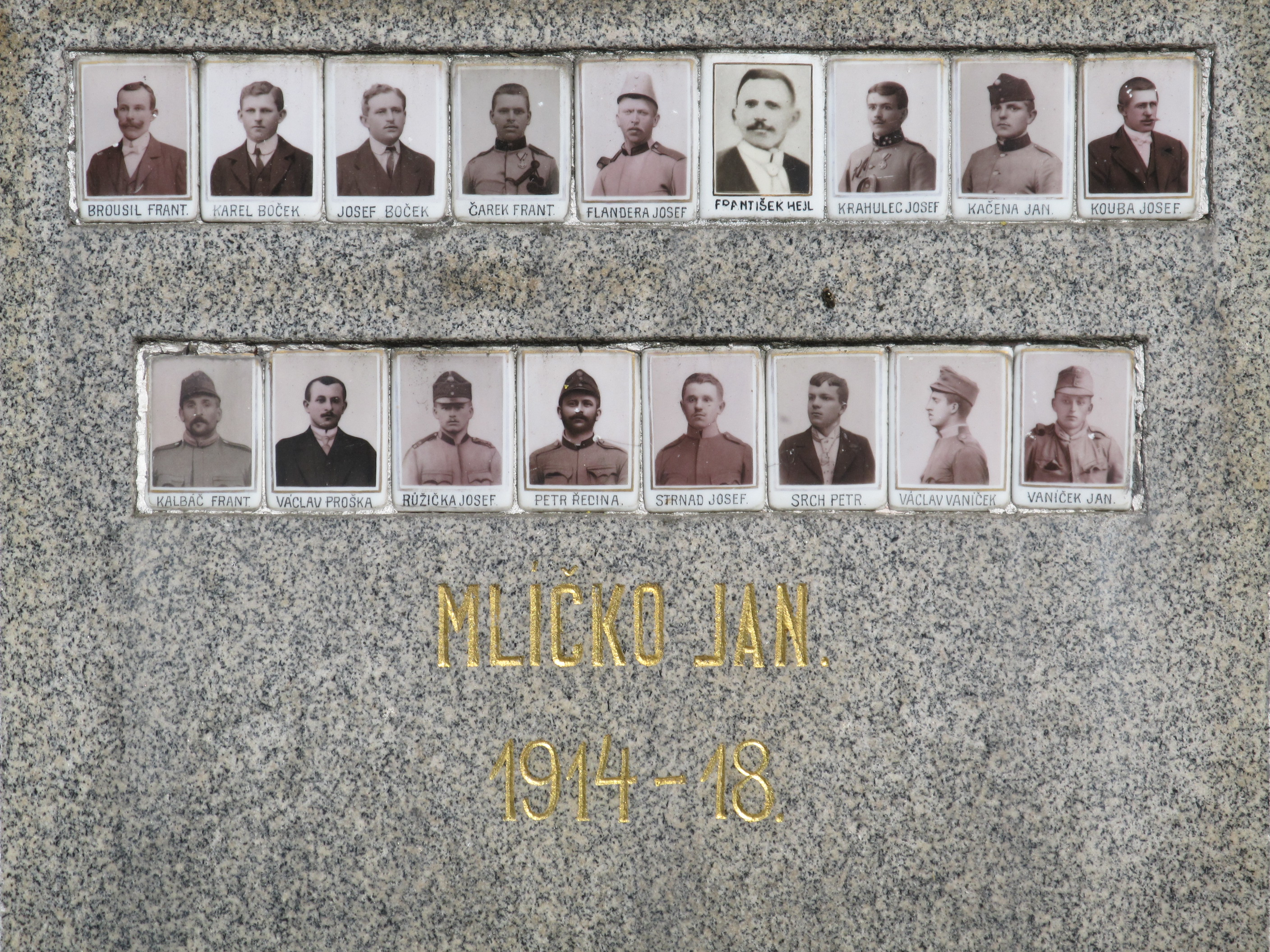
Pomník padlým v obci Škvořetice v Jihočeském kraji

Kromě ztrát na bojištích však velká válka přinesla i strádání a nebývale vysokou úmrtnost civilistům v zázemí. Odhady hovořící o zemřelých civilních obyvatelích zmiňují 6 až 13 milionů obětí. Největší měrou se na nich podílejí především Osmanská říše, kde během války došlo ke genocidě Arménů, a Rusko. Za značnou částí ztrát v řadách civilního obyvatelstva stály zásobovací potíže, jež dolehly na většinu ve válce zapojených států. Zesláblé zázemí, pak navíc silně zasáhla epidemie španělské chřipky, která se po celém světě rozšířila ještě před koncem světového konfliktu.
Padlé vojáky světové války dnes na mnoha místech připomínají válečné památníky a velké vojenské hřbitovy. Ostatky velké části padlých vojáků nebyly identifikovány a jsou tak hromadně uloženy ve velkých kostnicích nebo anonymních hrobech. Jména nezvěstných a padlých jsou pak často zaznamenávána na památnících. Například na památníku v severofrancouzském Thiepvalu je zapsáno 70 000 jmen nezvěstných britských vojáků z bitvy u řeky Sommy.

## Celospolečenské důsledky

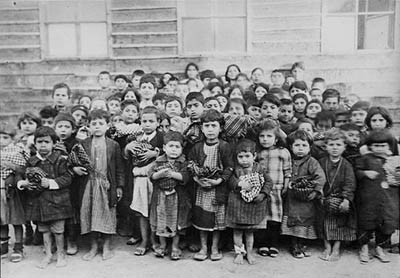
Skupina Arménských sirotků vyfotografovaná v Aleppu ve 20. letech 20. století

Válka, jež v Evropě a dalších státech připravila o život miliony lidí, rozvrátila velké množství rodin. Smrtí otců se z mnoha dětí stali během bojů sirotci a další tisíce zmrzačených mužů nebyly po válce schopny zaopatřit sebe ani své blízké, což vedlo k vážným sociálním problémům mnoha rodin. Totalitní charakter světového konfliktu navíc v evropské společnosti do značné míry legitimizoval krutost, což se v meziválečném období projevilo ve zvýšené agresivitě a kriminalizaci evropské společnosti. Už během války se pak rozmohla především kriminalita mládeže. Dalším negativním důsledkem války byl nebývalý počet válečných uprchlíků. Odhaduje se, že světový konflikt a následný chaos ve válkou destabilizovaných regionech vyhnali mezi lety 1914 až 1922 ze svých domovů přibližně 4 až 5 milionů lidí. V tomto ohledu bylo nejpostiženější zemí Rusko, kde situaci ještě vyostřila občanská válka, avšak velké přesuny obyvatel se udály i na území Osmanské říše. Zde kromě genocidy a exodu Arménů došlo k poválečné výměně obyvatel turecké a řecké národnosti, a ze svých domovů odešly i stovky tisíc obyvatel dalších balkánských států.

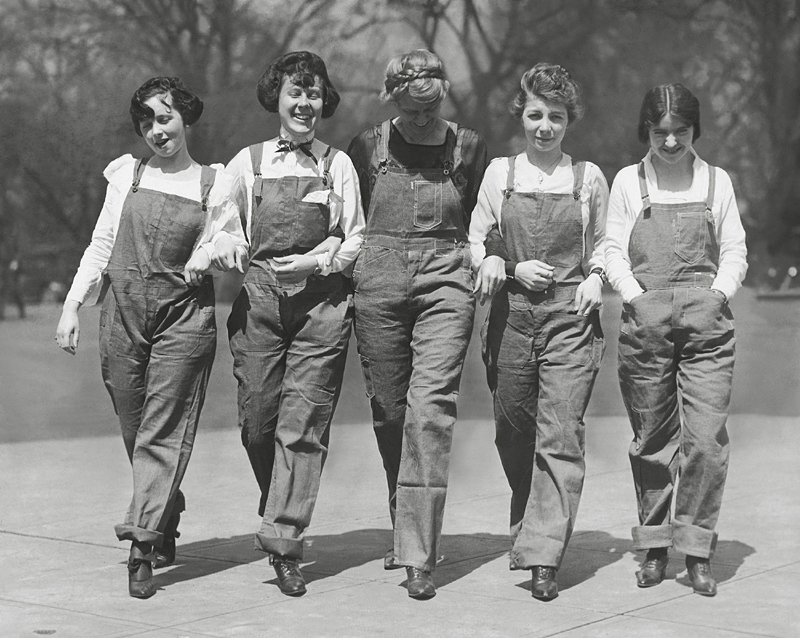
Pětice amerických sekretářek v roce 1920

V důsledku války se navíc do značné míry změnily společenské pozice mužů a žen. Postupující ženská emancipace souvisela i s oslabením role muže jako hlavy rodiny, což způsobila nejen jejich absence v rodinách během válečných let, ale též fakt, že mnoho z nich nemohlo po návratu domů živit rodinu. Někdy se v souvislosti s důsledky války hovoří i o krizi mužnosti. První světová válka přiblížila ženy samotným bojištím a v nebývalé míře též zapojila ženy dělnice do tovární výroby ve zbrojovkách a dalších průmyslových podnicích. Změnu poválečného postavení žen v západní společnosti dokumentují i jejich nově nabytá politická práva. Během války nebo krátce po ní získaly ženy volební právo ve více než desítce evropských států včetně Spojeného království, Německa či Československa. Již během války se navíc stalo běžným jevem, že ženy začaly ve velkém nosit kratší sukně a dlouhé kalhoty. Dalším novinkou a jedním z nejviditelnějších znaků ženské emancipace pak byly krátce zastřižené vlasy. Moderně oblékané dívky prosazující uvolněnější mravy byly ve 20. letech označovány výrazem Flapper.
Nadšení z konce války kombinované s otrlostí, kterou si společnost vypěstovala během válečných let, vedly k rozmachu zábavy, která byla často na hranici nebo i za hranicí předválečného vkusu a tradiční morálky. Ze Spojených států se do Evropy v meziválečném období rozšířily nové hudební a taneční styly jako jazz, swing nebo charleston.
Jako reakce na válku se ve dvacátých letech rozmohl politický i náboženský pacifismus odmítající další válku. Politický pacifismus přerostl v meziválečné Evropě v politiku appeasementu. Změnil se také vztah mnoha lidí k velkým církvím. Pro mnoho vojáků a jejich rodin válka znamenala velký odklon od organizovaného náboženství. Státní církve na obou stranách fronty se během války aktivně zapojovaly do štvavé válečné propagandy. Mnoho věřících proto po válce z církví vystoupilo nebo přestalo být nábožensky aktivní. První světová válka se výrazným způsobem spolupodílela na vytváření hodnotového žebříčku většinové populace, který se ve většině částí světa rozvíjí dodnes.

## Technologické novinky

### Vývoj zbraní

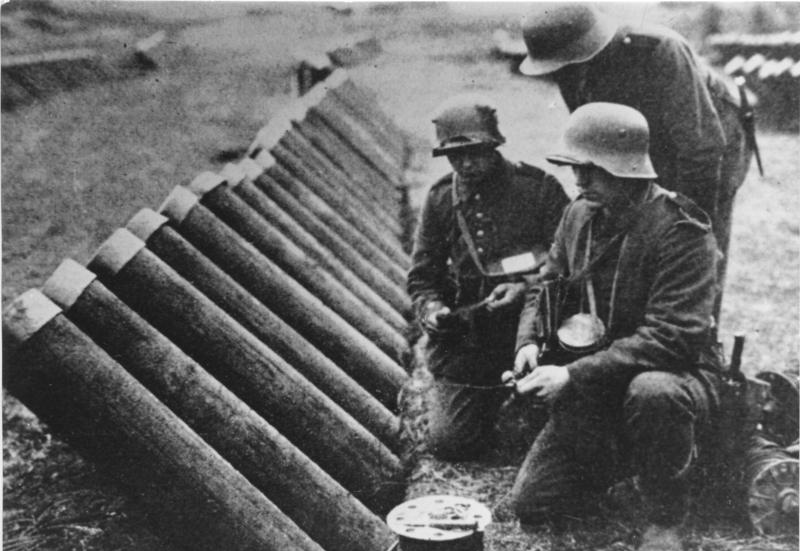
Němečtí vojáci na západní frontě připravují minomety s chemickými granáty

V průběhu první světové války pracovaly obě válčící strany na zlepšení stávajících i vývoji nových zbraní, jež by pomohly zvrátit patovou situaci na frontách. Nově byly masově využívány vylepšené ponorky, letadla, kulomety, plamenomety či dalekonosná děla s dostřelem až 130 kilometrů. Úplnou novinku představovaly tanky, samopaly, letadlové lodě nebo chemické zbraně.
Došlo i k zefektivnění účinnosti tradičních děl. Právě palba dělostřelectva se během statických zákopových bojů ukázala být nejvražednějším způsobem boje. Děla pravděpodobně na bojištích způsobila až 70% úmrtí. V průběhu války se palba artilerie nejen zpřesňovala, ale armády díky zlepšující se komunikační síti stále lépe kooperovaly útoky dělostřelectva s postupem pěchoty.

#### Kulomety
Kulomety, které byly ve výzbroji řady armád běžné již od přelomu 19. a 20. století, byly do bojů za první světové války nasazovány v masovém měřítku. Palebná síla kulometů způsobená jejich vysokou kadencí vedla v bojích k zvýhodnění bránící se strany a vysokým ztrátám v řadách útočníků. Právě masové nasazení kulometů tak bylo jednou z příčin zákopové války. Vývoj těchto zbraní za války vedl k jejich odlehčení, což umožnilo lepší mobilitu kulometných jednotek. Kromě pozemních bojů byly kulomety záhy nasazovány i do vzdušných bojů. Mezi známé kulomety první světové války se zařadily dánský Madsen, britský lehký kulomet Lewis, těžký kulomet Vickers či německý MG 08.

#### Samopaly
Poptávka po lehké zbrani, jež by umožňovala hustou palbu, vedla vojenské konstruktéry v průběhu války k vytvoření samopalů. Zcela prvním z nich byl italský samopal Villar-Perosa z roku 1915, který však kvůli řadě nedostatků nevyhovoval kladeným požadavkům. A tak první skutečně moderní samopal patentoval v témže roce německý konstruktér Hugo Schmeisser. Tato zbraň byla však do výroby pod názvem MP 18 zavedena až v roce 1918, na fronty se dostala teprve těsně před koncem války a nemohla tak již průběh bojů ovlivnit. V meziválečném období se však samopal rozšířil do výzbroje pěchoty v dalších státech.

#### Tanky
Během velké války došlo k výrobě a prvnímu bojovému nasazení moderních tanků. S myšlenkou na vývoj obrněného vojenského vozidla, jež by dokázalo překonat území nikoho, dobýt nepřátelské zákopy chráněné ostnatým drátem a kulometnou palbou a krýt přitom postupující pěchotu, přišel britský důstojník Ernest Swinton již v roce 1914. V září 1915 Britové otestovali prototyp tanku, později nazývaný Little Willie, avšak prvním typem tanku, který byl nasazen přímo v boji, se stal tank Mark I. 15. září 1916 využili Britové tyto stroje během bitvy na Sommě. Kvůli snaze o rychlé zapojení této nové zbraně nebyly dostatečně vycvičeny posádky tanků a stroje často vyřazovaly provozní problémy a technické nedokonalosti. Přesto však tanky výrazně povzbudily britskou morálku a na vývoji této zbraně začaly pracovat i další země. Francouzi v roce 1916 nasadili lehce obrněný Schneider CA1 a v roce 1917 vyvinuli lehký tank Renault FT-17. Německé velení z počátku novou zbraň podcenilo a s vývojem tanků začali Němci teprve v roce 1917. Německá armáda nasadila na západní frontě těžké tanky A7V, Britové přišli s vylepšenou verzí Mark IV během bitvy u Cambrai. Po válce se úpravou taktiky a zapojením této nové zbraně v armádě zabýval především britský generálmajor J. F. C. Fuller. V poválečném Německu, kterému vlastnění tanků explicitně zakazovala Versailleská smlouva, se průkopníkem nové zbraně a obrněných motorizovaných jednotek stal důstojník Heinz Guderian.

#### Letadla

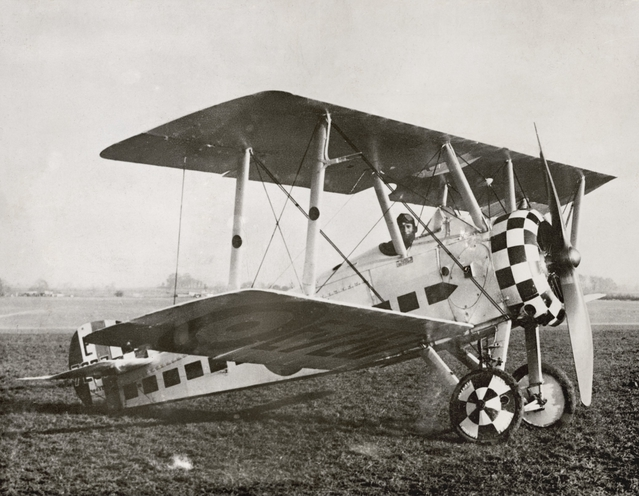
Britský stíhací letoun Sopwith Camel

Vojenský potenciál letounů dynamicky vyvíjených od počátku 20. století byl na počátku války spatřován především v možnostech průzkumu a bombardování. Při vypuknutí války disponovalo největším množstvím letadel a vzducholodí carské Rusko, avšak kvůli nevýkonnému průmyslu nebylo v průběhu konfliktu schopno adekvátně reagovat na výrobní tempo ostatních států a nedokázalo nahrazovat vlastní bojové ztráty. Během prvních střetů se potvrdily přednosti letadel při leteckém průzkumu, což ještě umocnili statické zákopové boje na západní frontě, kde se již nedalo k tomuto účelu využít jezdectvo a ani příliš pomalé a zranitelné vzducholodě nebo balóny. Letadla začala být postupně využívána při bombardování nepřátelských linií nebo strategických cílů a po zabudování kulometu se letouny zapojily do vzdušných bojů. Obě strany začaly vyvíjet stále výkonnější stíhací letouny, mezi nimiž vynikal německý trojplošník Fokker Dr.I proslavený leteckým esem Manfredem von Richthofenem. V německém i rakousko-uherském letectvu byl úspěšně nasazen i proslulý Albatros D.III. Na druhé straně se na konci války osvědčily například britské dvojplošníky SE.5 a Sopwith Camel nebo francouzské SPAD S.VII a Nieuport 17. Technologický vývoj letadel během první světové války umožnil jejich nasazení při strategickém bombardování a v létě 1918 provedly britské stíhačky i první úder po startu z letadlové lodi Furious.

#### Ponorky
První světová válka představovala konflikt, ve kterém byly do bojů poprvé v masovém měřítku nasazeny ponorky. Německé námořnictvo je využívalo při boji s britskou námořní blokádou a U-Booty rovněž napadaly i spojenecké obchodní lodě v Atlantiku. Britové ponorky využili při operacích v Baltském moři a v bitvě u Gallipoli, avšak ponorky ve válce využívaly i další přímořské státy. S jejich nasazením došlo poprvé k vypuknutí ponorkové války, na kterou musely reagovat obě strany vývojem nových zbraní, technologií i změnou taktiky. Ve velké míře byly proti ponorkám nasazovány miny, britské námořnictvo začalo využívat systém konvojů a proti ponorkám se uplatnilo i nasazení lehkých hladinových plavidel. V roce 1916 byl pak jako předchůdce sonaru vyvinut systém ASDIC. I přes vysoké ztráty se ponorky ukázaly jako důležitá zbraň moderní námořní války a i proto Versailleská smlouva zakazovala Německu jejich poválečnou stavbu či provozování.

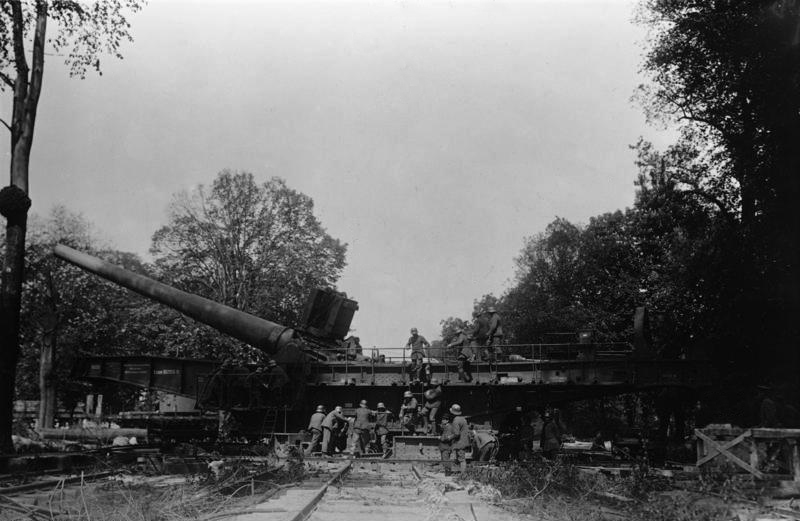
Dalekonosné německé dělo Kaiser Wilhelm Geschütz
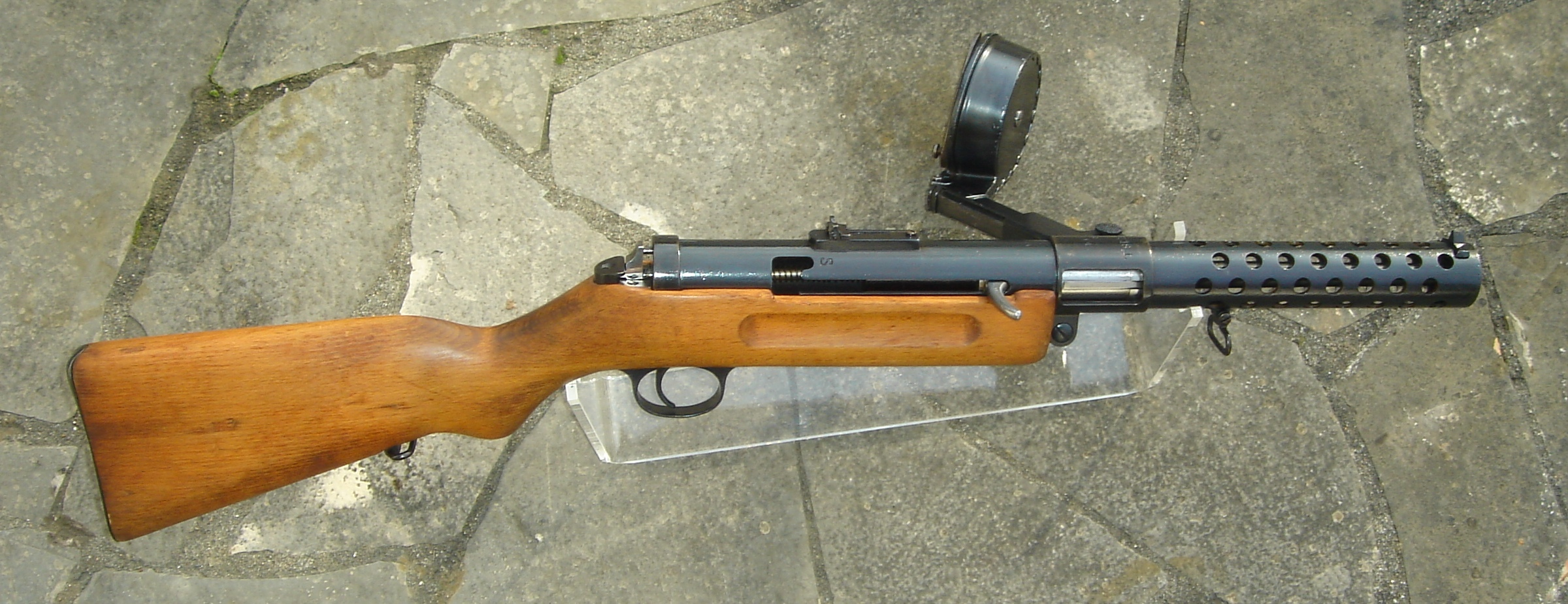
Samopal MP 18/I (Bergmann)
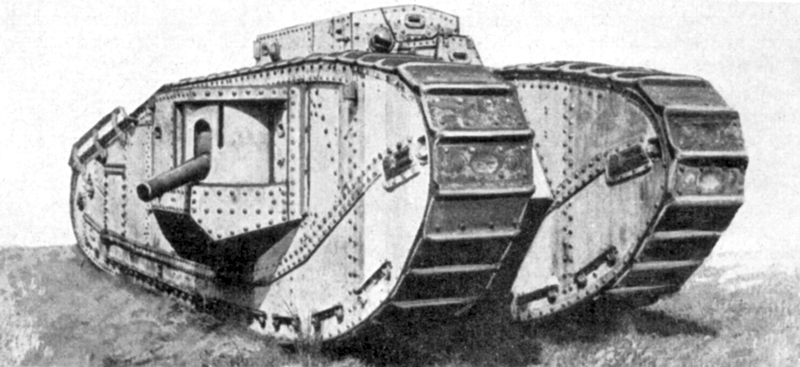
Anglo-americký tank Mark VIII
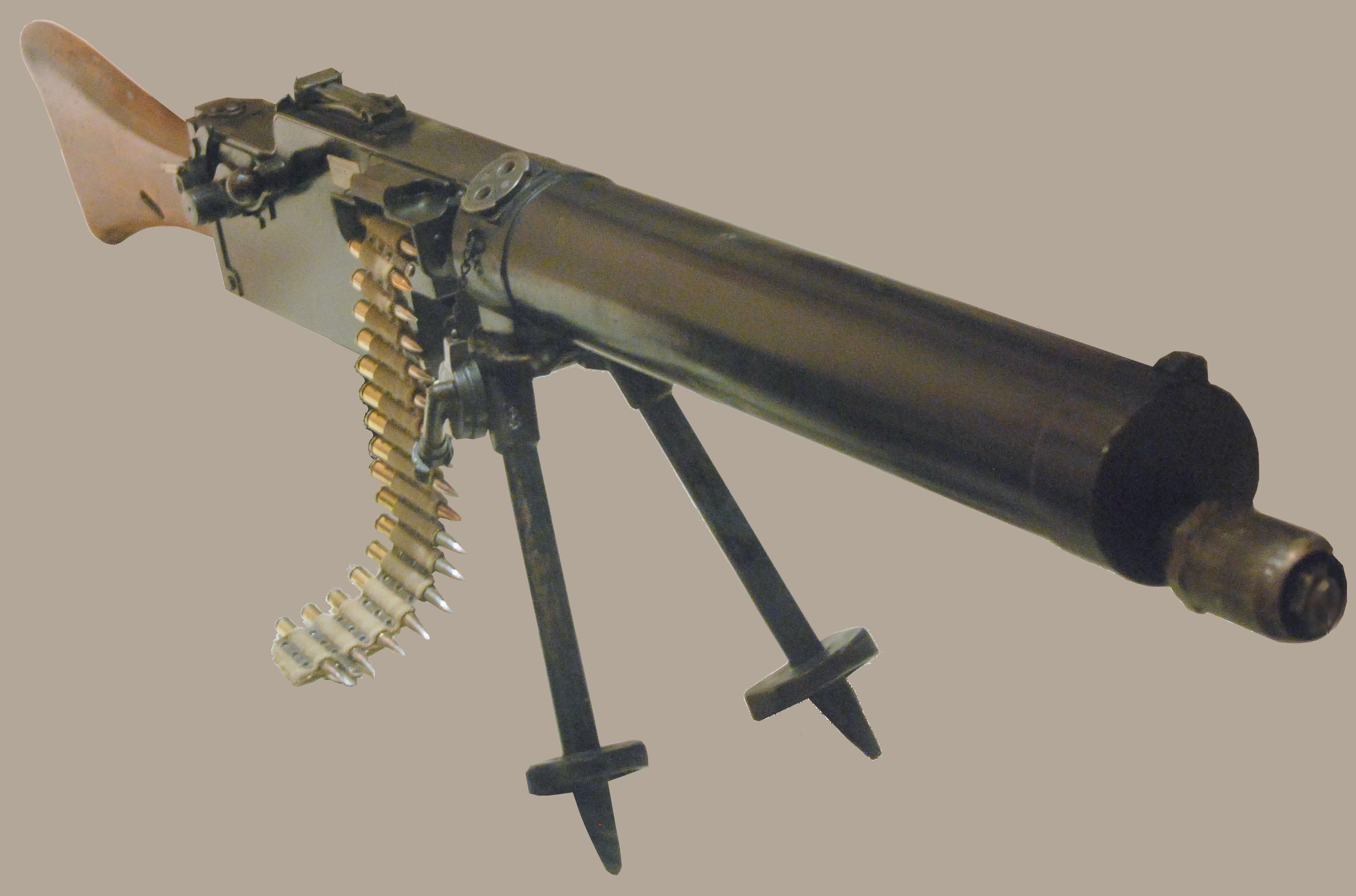
Kulomet MG 08
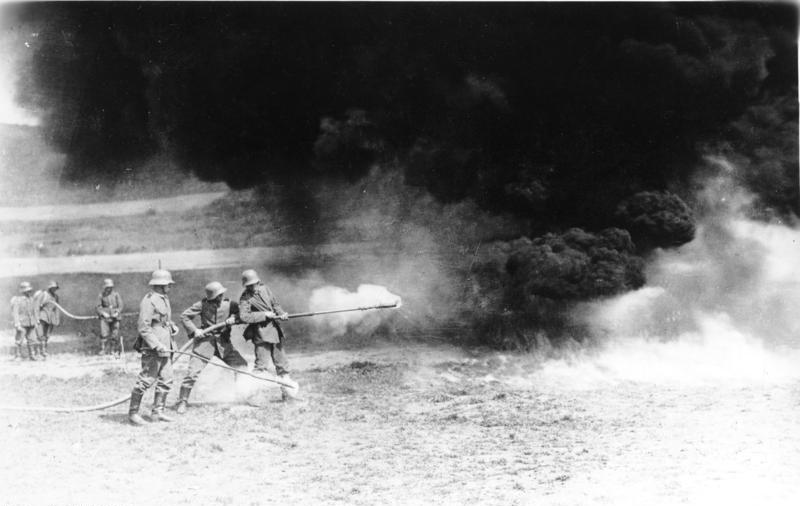
Němečtí vojáci s plamenometem
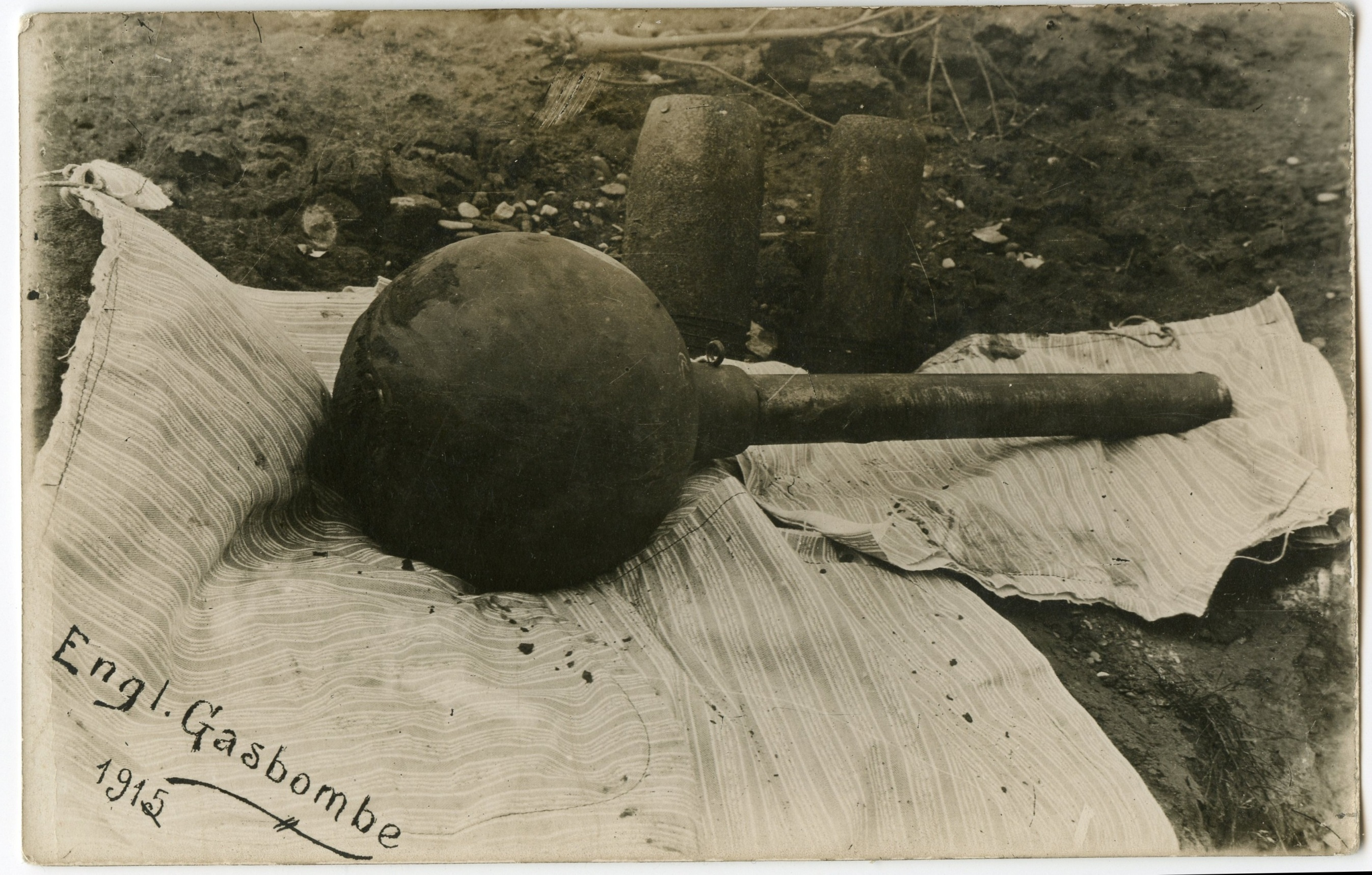
Britská plynová bomba

### Další vynálezy
Během světového konfliktu došlo navíc k vynalezení či masovému rozšíření mnoha dnes již běžných věcí. Například německá firma Teekanne zásobující vojáky na frontě začala s masovou distribucí čaje v bavlněných pytlících (tzv. Teebombe). Snahy o zlepšení hygieny nejen u vojáků, ale i v zázemí vedla k vyvinutí účinnějších hygienických ubrousků a menstruačních vložek. Díky válce se začaly v masovém měřítku používat náramkové hodinky a zipy. Byla vyrobena korozivzdorná ocel, která se začala ve velkém využívat při výrobě chirurgických nástrojů, ale též kuchyňského náčiní. Pro potřeby rychle se vyvíjejícího letectví došlo k zdokonalení radiokomunikace. Snaha válčících států ušetřit uhlí a elektrickou energii potřebné na svícení a topení v domácnostech pak vedla v mnoha zemích k zavedení letního času.

### Literatura

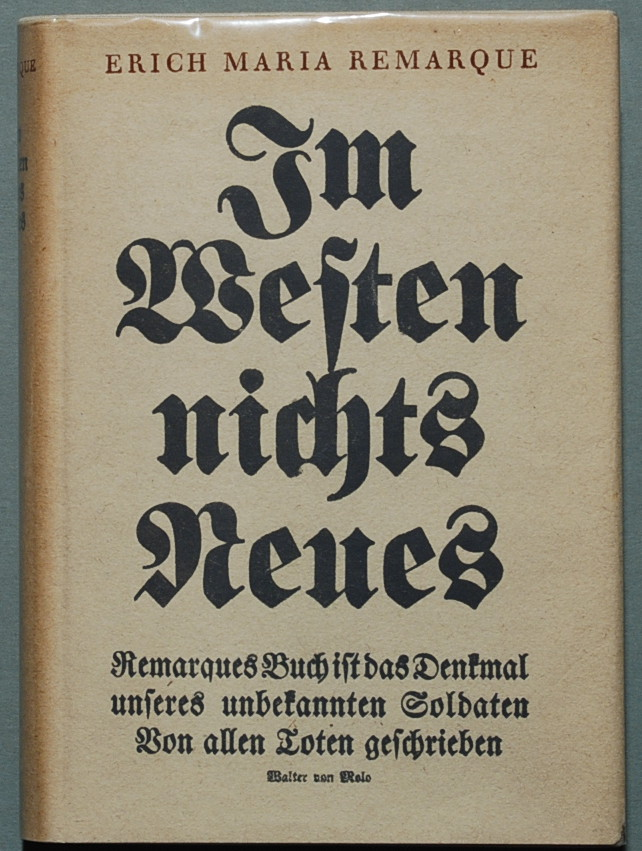
Nejslavnější román Ericha Marii Remarqua Na západní frontě klid (v německém originále Im Westen nichts Neues)

## Velká válka v kultuře

### První světová válka ve filmu
S poválečným rozvojem filmového průmyslu se první světová válka stala i častým námětem filmů. Už v roce 1918 režíroval Charles Chaplin komediální snímek Dobrý voják Charlie, v němž sám jako představitel hlavní role zesměšňuje zbytečnost války. Mezi první filmy zachycující válečné hrůzy patří snímek francouzského režiséra Abela Gance Žaluji z roku 1919. V dalších letech docházelo k natáčení válečných filmů podle slavných knižních předloh, například americký snímek Na západní frontě klid režiséra Lewise Milestona z roku 1930 nebo film Sbohem, armádo natočený režisérem Frankem Borzagem v roce 1932.
K námětu první světové války se filmy často vracely a stále vracejí i po druhé světové válce. Lze jmenovat například film Stezky slávy režiséra Stanleyho Kubricka z roku 1957, oscarového Lawrence z Arábie, jež v roce 1970 natočil David Lean nebo australský film Gallipoli od režiséra Petere Weira z roku 1981.

### Odkaz války v umění
Válka ovlivnila rozvoj množství nových avantgardních uměleckých směrů. V reakci na válečné hrůzy vznikl ještě během války dadaismus, na který později navázal surrealismus. Po válce došlo i k rozšíření dalších směrů, například expresionismu, futurismu nebo kubismu.

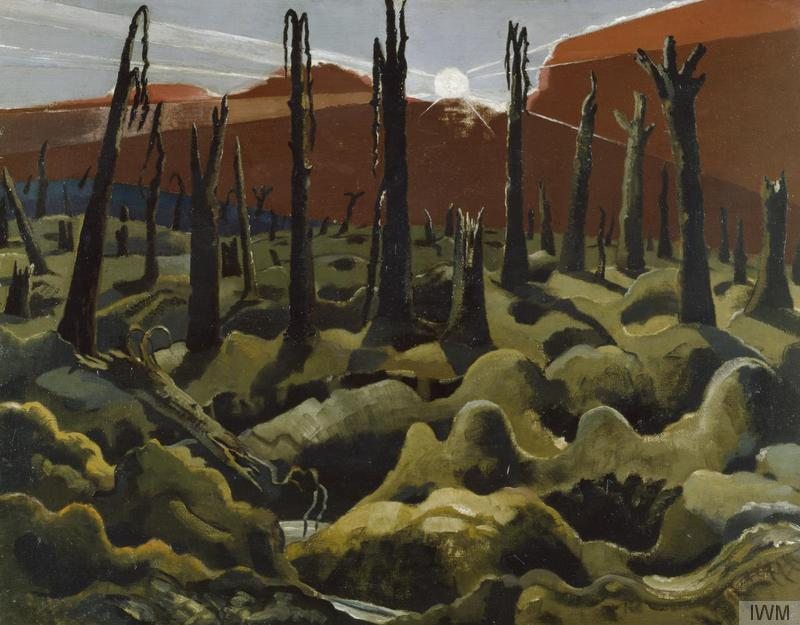
Paul Nash – We are making a new World (1918)

Mnoho umělců bylo přímými účastníky bojů, což se promítlo do jejich poválečné tvorby. Britský surrealistický malíř a krajinář Paul Nash, který bojoval na západní frontě, vytvořil na základě svých zážitků množství obrazů. Mezi nejznámější patří jeho díla We are Making a New World, The Menin Road, Ypres Salient at Night či The Mule Track. V německé armádě se bojů na západní i východní frontě zúčastnil malíř Otto Dix, který vytvořil sérii padesáti grafik vydaných v roce 1924 pod názvem Der Krieg. V letech 1929 až 1932 pak Dix namaloval olejomalbu Der Krieg od roku 1968 umístěnou v drážďanské Galerii nových mistrů. Oficiálním válečným umělcem pro kanadskou i britskou vládu byl anglický malíř Wyndham Lewis. Během války byl zařazen u dělostřelectva a je autorem obrazů Third Battle of Ypres a A Battery Shelled. Mezi další umělce ovlivněné účastí v první světové válce se řadí například anglický malíř a sochař Eric Kennington, Britové David Bomberg, John Nash, Christopher R. W. Nevinson, William Roberts, Stanley Spencer, Henry Tonks, rakouští malíři Oskar Kokoschka, Hans Larwin či Alfred Basel, italský malíř Fortunino Matania, Australan Arthur Streeton, Srb Mihailo Milovanović nebo Francouz François Flameng.
Z českých umělců se Velká válka odrazila například v dílech malířů Františka Kupky (Tranchée de la Feuillere), Josefa Váchala (Soča, Rombonská strž) nebo kubistického sochaře Otto Gutfreunda.